# 지속 가능한 에너지
에너지는 "미래 세대가 자신의 필요를 충족할 수 있는 능력을 손상시키지 않으면서 현재의 필요를 충족시키는" 경우 지속 가능하다.
지속 가능한 에너지에 대한 대부분의 정의에는 온실 가스 배출과 같은 환경적 측면과 에너지 빈곤과 같은 사회 경제적 측면에 대한 고려 모두 포함된다. 풍력, 수력, 태양열 및 지열 에너지와 같은 재생 가능 에너지 원은 일반적으로 화석 연료원보다 훨씬 더 지속 가능하다. 그러나 바이오 연료를 생산하기 위해 산림을 개간하는 등의 일부 재생 에너지 프로젝트는 심각한 환경 피해를 일으킬 수 있다.
지속 가능한 에너지에서 재생 불가능한 에너지원의 역할은 논란이 되고 있다. 원자력은 풍력과 태양열에 필적하는 저탄소 공급원이지만 방사성 폐기물, 핵 확산 및 사고에 대한 우려로 인해 지속 가능성에 대해 의문점이 제기되기도 한다. 석탄에서 천연 가스로 전환하면 기후에 미치는 영향을 낮추는 등 환경적 이점이 있지만 보다 지속 가능한 옵션으로 전환하는 데는 시간이 더 걸리게 된다. 탄소 포집 및 저장은 이산화탄소(CO2) 배출을 제거하기 위해 발전소에 구축될 수 있지만 비용이 많이 들어 거의 사용되지 않았다.
화석 연료는 전 세계 에너지 소비량의 85%를 제공하고 전 세계 온실 가스 배출량의 76%를 책임지고 있다. 개발도상국의 약 7억 9천만명이 전기를 사용할 수 없으며 26억명이 요리를 위해 나무나 숯과 같은 환경 오염 연료에 의존하고 있다. 온실 가스 배출량을 2015년 파리 협정과 일치하는 수준으로 줄이려면 에너지 생산, 분배, 저장 및 소비 방식에 대한 시스템 차원의 변환이 필요하다. 화석 연료와 바이오매스의 연소는 대기 오염의 주요 원인이며, 이로 인해 매년 약 7백만 명이 사망한다. 따라서 저탄소 에너지 시스템으로의 전환은 인류 건강에도 중요한 문제이다. 개발도상국에 기후 목표에 부합하는 전기를 제공하면 건강 및 경제적 혜택이 따라오게 될 것이다.
기후 변화 문제 해결을 위해 2 °C (3.6 °F)로 줄이는 것이 제안되었다. 세계는 석탄 화력 발전소를 빠르게 단계적으로 폐지하고 풍력 및 태양열과 같은 청정 자원에서 더 많은 전기를 생산하며 운송 및 건물 난방 화석연료 대신 전기를 사용하는 방향으로 전환되고 있다. 전기화하기 어려운 일부 에너지 집약적 기술 및 공정을 통해 저배출 에너지원에서 생산되는 수소 연료의 역할이 증가하고 있음을 알 수 있다. 가변 재생 에너지의 많은 부분을 수용하기 위해 전력망 에너지 저장과 같은 기반 시설을 만드 유연성이 필요하다. 배출량을 크게 줄이려면 건물 및 운송 체계 등이 재생 에너지를 사용하고 에너지를 절약하도록 해야 한다. 에너지 관련 온실 가스 배출을 제거하기 위한 일부 핵심 기술을 상용화하려면 아직 갈길이 멀다.
풍력 및 태양광 에너지는 2019년 전 세계 전력의 8.5%를 생산하였다. 그 비율은 점차 증가되고 있지만 비용은 하락되었고 앞으로도 계속 하락할 것으로 예상된다. 기후변화에 관한 정부간 협의체(IPCC)는 기후 변화를 1.5°C(2.7°F)로 제한하려면 2016년부터 2035년까지 매년 세계 국내총생산(GDP)의 2.5%를 에너지 시스템에 투자해야 할 것으로 추정한다. 잘 설계된 정부 정책은 에너지 시스템 전환에 긍정적인 효과를 가져오게 되고 온실가스 배출을 줄이고 대기 질을 개선할 수 있다. 에너지 안보가 향상되기도 한다. 탄소 가격 책정, 재생 가능 포트폴리오 표준, 화석 연료 보조금의 단계적 폐지, 전기화 및 지속 가능한 운송을 지원하는 인프라 개발은 정책적인 접근 방식이다. 새로운 청정 에너지 기술의 연구, 개발 및 시연에 자금을 지원하는 것도 정부의 중요한 역할 중 하나이다.

## 정의와 배경
"에너지는 경제 성장, 사회적 형평성 증대, 세상이 번영할 수 있는 환경을 연결하는 황금실이다. 에너지 없이는 발전이 불가능하고, 지속 가능한 에너지 없이는 지속 가능한 발전도 불가능하다."
- 유엔 사무총장 반기문

### 정의
브룬틀란 위원회는 1987년 보고서 지속 가능한 발전에서 에너지가 핵심 요소인 지속가능한 발전 개념을 설명했다. 이는 "현재 세대의 필요를 충족시키되, 미래 세대가 자신들의 필요를 충족하는 능력을 저해하지 않는 것"으로 지속가능한 발전을 정의했다. 이러한 지속가능한 발전에 대한 설명은 이후 많은 지속가능한 에너지의 정의와 설명에 인용되었다.
에너지에 대한 지속가능성 개념에 대해 전세계적으로 인정받은 단일한 해석은 없다. 지속가능한 에너지의 작업 정의는 환경, 경제 및 사회적 차원과 같은 다양한 지속가능성 측면을 포괄한다. 역사적으로, 지속가능한 에너지 개발의 개념은 배출과 에너지 안보에 초점을 맞추었다. 그러나 1990년대 초부터 이 개념은 보다 넓은 사회적, 경제적 문제를 포함하도록 확장되었다.
지속가능성의 환경적 측면에는 온실가스 배출, 생물다양성 및 생태계에 미치는 영향, 유해 폐기물 및 독성물질 배출, 물 고갈, 그리고 재생불가능 자원의 고갈이 포함된다. 환경에 미치는 영향이 적은 에너지원은 때때로 녹색 에너지 또는 깨끗한 에너지로 불린다. 지속가능성의 경제적 측면은 경제 발전, 에너지의 효율적 사용, 그리고 에너지 안보까지 포함한다. 이는 각 나라가 지속적인 에너지에 대한 일정한 접근성을 보장하기 위함이다. 관련된 사회 문제들로 모든 사람들이 알맞은 가격으로 신뢰성 있는 에너지에 접근할 수 있도록 보장하며, 노동자의 권리, 그리고 땅에 대한 권리 등이 있다.

### 환경에 주는 영향

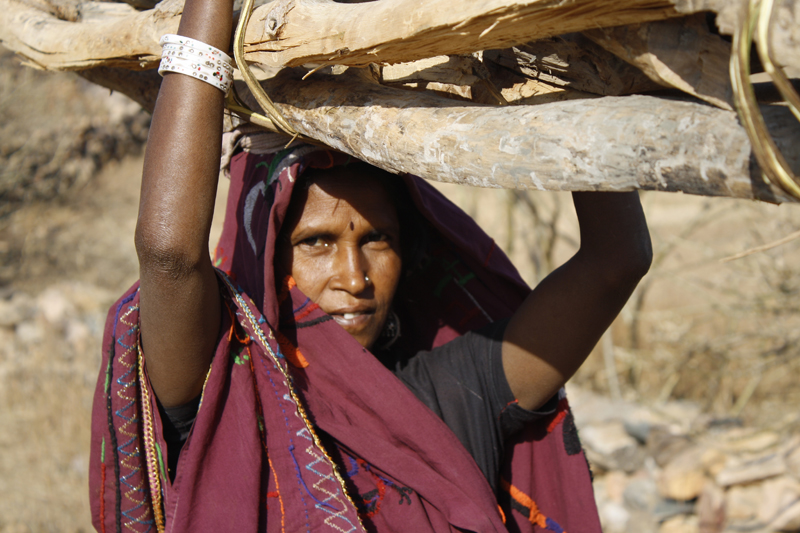
인도 라자스탄 지방의 한 여성이 장작을 수집하고 있다. 요리에 나무 및 오염을 유발하는 연료를 사용하면 실내 및 실외 대기 오염으로 인해 매년 수백만 명이 사망한다.

현재의 에너지 시스템은 기후 변화, 대기 오염, 생물 다양성 상실, 환경으로부터 유해 물질의 배출 및 물 부족과 같은 여러 환경 문제를 일으키고 있다. 2019년 기준으로 세계 에너지 수요의 85%는 화석 연료의 연소를 통해 충족되고 있다. 에너지 생산과 소비는 2018년 기준으로 인간이 초래한 연간 온실가스 배출량의 76%를 차지한다. 2015년 국제 파리 협정은 지구 온난화를 2 °C (3.6 °F) 이하로 제한하고 가능하면 1.5℃(2.7℉)로 제한하는 것을 목표로 하며, 이를 위해 가능한 빨리 온실가스 배출량을 줄이고 세기 중반까지 순제로에 도달해야 한다.
화석 연료와 생물질의 연소는 대기 오염의 주요 원인이다. 이로 인해 연간 약 7백만 명의 사망자가 발생하며, 가장 큰 질병 부담은 저소득 및 중간 소득 국가에서 발생한다. 발전소, 차량 및 공장에서의 화석 연료 연소는 대기 중 산소와 결합하여 산성 비를 유발하는 주요 배출원이다. 대기 오염은 비감염성 질병으로 인한 사망의 두 번째 주요 원인이다. 세계 인구의  99%가 세계 보건 기구의 권장 기준을 초과하는 수준의 대기 오염에 노출되고 있다.
나무, 동물 똥, 석탄 또는 케로신과 같은 오염 물질을 연소하는 요리는 실내 대기 오염의 거의 모든 원인이며, 연간 약 160만 명에서 380만 명의 사망자를 일으킨다. 또한 실외 대기 오염에도 상당한 영향을 미친다. 건강에 미치는 영향은 요리를 담당할 가능성이  여성과 어린 아이들에 집중된다.
환경에 미치는 영향은 연소 부산물을 넘어 확장된다. 바다에서의 기름 유출은 해양 생물에 해를 끼치고 독성 물질을 방출하는 화재를 일으킬 수 있다. 전 세계 물 사용량의 약 10%는 주로 열에너지 플랜트의 냉각을 위한 에너지 생산에 사용된다. 건조한 지역에서는 이것이 물 부족의 원인이 된다. 바이오에너지 생산, 석탄 채굴 및 가공, 석유 추출에도 많은 양의 물이 필요하다.  목재 및 기타 가연성 물질을 과도하게 벌목하여 태우면 사막화를 비롯한 심각한 지역 환경 피해가 발생할 수 있다.
2021년에는 UNECE가 다양한 전기 생산 기술들의 환경 영향에 대한 수명주기 분석을 발행하였으며, 자원 사용(광물, 금속), 토지 이용, 자원 사용(화석 연료), 물 사용, 입자 물질, 광화학 오존 생성, 오존 감소, 인체 독성(비암화학적), 이온화 방사선, 인체 독성(암화학적), 영양화(육지, 해양, 담수), 생태독성(담수), 산성화, 기후 변화를 고려했다.

### 지속 가능한 발전 목표

2016년 기준으로 전기 접근이 없는 사람들이 사는 곳을 보여주는 세계 지도⁠—아프리카의 하위 사하라 지역과 인도 서부 지역이 주를 이룸

현재와 미래의 에너지 수요를 지속 가능한 방식으로 충족시키는 것은 중요한 과제이다. 기후 변화를 제한하고 동시에 경제적 성장을 유지하며 삶의 수준을 향상시키는 전 세계적인 목표를 달성하고자 하기 때문이다. 안정적이고 저렴한 에너지, 특히 전기는 의료, 교육 및 경제 발전에 필수적이다. 2020년 기준으로 개발도상국에서 전기를 이용할 수 없는 인구는 약 7억 9천만 명이며, 약 26억 명은 요리할 때 환경을 오염키는 연료를 사용한다.
후발개발도상국 에너지 접근성을 개선하고 에너지를 더 깨끗하게 만드는 것은 유엔의 "2030년 지속 가능한 발전 목표"의 효과적으로 달성하는데 핵심적인 역할을 한다. 이러한 목표는 기후 조치에서부터 성평등까지 다양한 문제를 다루고 있다. "지속 가능한 발전 목표"는 2030년까지 전기와 깨끗한 조리 시설을 쉽게 사용할 수 있게 하는것 뿐만 아니라 "모두를 위한 저렴하고 신뢰할 수 있으며 지속 가능하며 현대적인 에너지에 대한 접근"을 포함하고 있다.

## 에너지 절약

전 세계 에너지 사용량의 불평등을 보여주는 표. 미국, 캐나다 등 고소득 국가는 아프리카의 후발개발도상국에 비해 1인당 에너지 소비량이 100배나 많다.

에너지 효율성(같은 상품이나 서비스를 제공하기 위해 더 적은 에너지를 사용하거나 더 적은 상품으로 동등한 서비스를 제공하는 것)은 지속 가능한 에너지 전략들의 초석이다. 국제 에너지 기구(IEA)는 에너지 효율성을 높이면 파리 협정의 목표를 달성하는 데 필요한 온실 가스 배출감소의 40%를 달성할 수 있다고 추정하였다.
가전제품, 차량, 산업 공정, 건물의 기술적 효율성을 높이면 에너지를 절약할 수 있다. 또 다른 방법으로는 더 나은 건물 설계 및 재활용 등을 통해 생산에 많은 에너지가 필요한 재료를 적게 사용하는 것이다. 출장 대신 화상 회의를 이용하거나 자동차 대신 자전거, 도보, 대중교통을 이용해 도시를 여행하는 등 행동 변화도 에너지를 절약하는 또 다른 방법이다. 효율성을 향상시키기 위한 정부 정책으로는 건축 법규, 성능 표준, 탄소 가격 책정, 운송 수단의 변화를 장려하기 위한 에너지 효율적인 인프라 개발 등이 있다.
세계 경제의 에너지 집약도(국내총생산(GDP) 단위당 소비되는 에너지의 양)은 경제 생산의 에너지 효율성을 대략적으로 나타내는 지표이다. 2010년 전 세계 에너지 집약도는 미국 GDP 1달러당 5.6메가줄(1.6kWh)이었다. 유엔은 2010년부터 2030년까지 에너지 집약도를 매년 2.6%씩 감소시킬 것을 요구하고 있다.  최근 몇 년간 이 목표는 달성되지 않았다. 예를 들어, 2017년부터 2018년까지 에너지 집약도는 1.1%만 감소했다. 소비자가 에너지 집약적인 상품과 서비스를 구매하기 위해 절약한 돈을 사용하는 반동 효과가 나타나기도 한다.  예를 들어, 최근 운송 및 건물 분야의 기술적 효율성 개선은 대형 차량 및 주택을 구매하는 소비자 행동 추세에 의해 크게 상쇄되었다.

## 지속가능한 에너지 원

### 재생가능한 에너지

청정 에너지 투자는 팬데믹 이후의 경제 회복, 높은 화석 연료 가격과 관련된 세계적인 에너지 위기, 그리고 여러 국가에서 증가하는 정책 지원의 혜택을 받았다.

재생 가능 에너지원은 에너지 안보를 강화하고 화석연료보다 온실가스를 훨씬 적게 배출한다는 점에서 지속 가능한 에너지에 필수적이다. 하지만 생태학적 가치가 높은 지역에 바이오에너지, 풍력 또는 태양광 발전소가 건립될 때 생물 다양성에 대한 위험과 같은 심각한 지속 가능성 문제가 제기되기도 한다.
수력발전은 재생에너지의 가장 큰 원천이며, 태양에너지와 풍력에너지는 빠르게 성장하고 있다. 태양광 발전과 풍력은 대부분의 국가에서 가장 저렴하게 에너지를 생산할 수 있는 방법이다. 현재 전기를 이용할 수 없는 7억 7천만 명 중 절반 이상에게는 태양열 미니 그리드와 같은 분산형 재생 에너지가 2030년까지 가장 저렴한 에너지 공급원이 될 것이다. UN의 2030년까지의 목표 중 하나는 재생 에너지 비율을 대폭 늘리는 것이다. 세계 에너지 공급의 에너지. 국제에너지기구(International Energy Agency)에 따르면, 풍력 및 태양광 발전과 같은 재생 가능 에너지원은 이제 전 세계 발전에 대한 모든 신규 투자의 70%를 차지하는 일반적인 전력원이 되었다. 또한 국제에너지기구는 향후 3년 내에 재생에너지가 전 세계적으로 석탄을 제치고 전력 생산의 주요 에너지원이 될 것으로 예상하고 있다.

#### 태양에너지

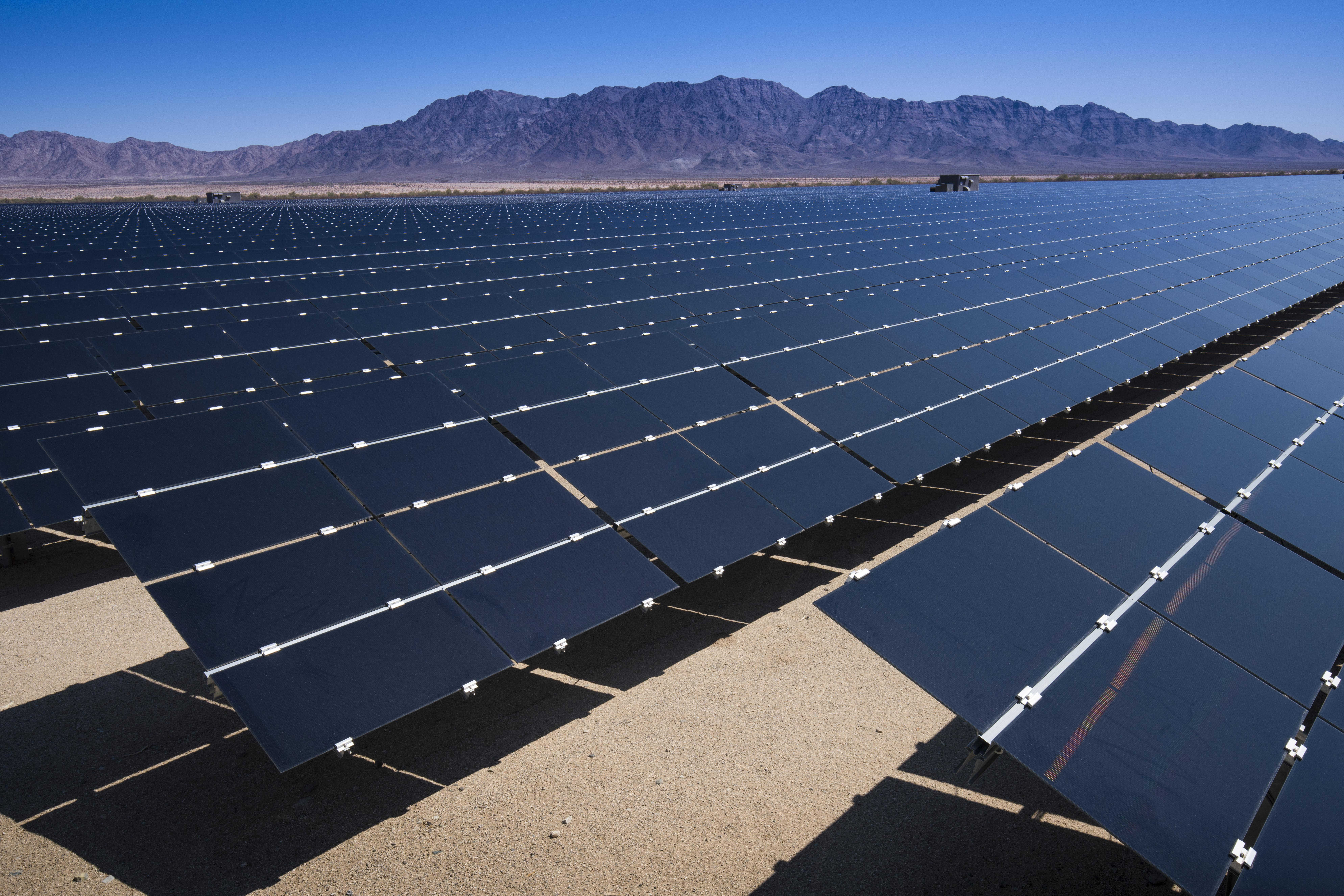
미국 캘리포니아의 한 태양광 발전소.

태양은 지구의 주요 에너지원이며, 많은 지역에서 깨끗하고 풍부하게 이용 가능한 자원이다. 2019년 태양광 발전은 전 세계 전력의 약 3%를 공급했는데, 주로 광전지(PV) 기반으로 한 태양광 패널을 통해 이루어졌다. 태양광 PV는 2027년까지 전 세계적으로 설치 용량이 가장 큰 전력원이 될 것으로 예상된다. 패널은 건물 꼭대기에 장착되거나 유틸리티 규모의 태양광 단지에 설치된다. 태양광 전지의 가격이 급격하게 하락하여 전 세계적으로 발전량이 크게 증가했다. 새로운 태양광 발전소의 전기 비용은 기존 석탄 발전소의 전기보다 경쟁력이 있거나 많은 곳에서 더 저렴하다. 미래 에너지 사용에 대한 다양한 예측을 통해 태양광 PV가 지속 가능한 혼합 에너지 생성의 주요 소스 중 하나로 확인되었다.
태양광 패널의 대부분의 구성 요소는 쉽게 재활용할 수 있지만, 규제가 없는 경우에는 재활용이 항상 되지 않는다. 패널에는 일반적으로 중금속이 포함되어 있으므로 매립할 경우 환경에 위험을 초래할 수 있다. 태양광 패널이 생산에 사용된 만큼의 에너지를 생산하는 데는 2년 미만이 걸린다. 재료를 채굴하는 대신 재활용하면 에너지가 덜 필요하게 된다.
집중형 태양열 발전에서는 거울에 반사된 태양열을 집중시켜 물을 가열시키게 된다. 전기는 열기관을 이용해 생성된 증기로부터 생산된다. 집광형 태양열 발전은 필요할 때 전기를 생산할 수 있도록 일반적으로 열의 일부를 저장하므로 조정가능하다. 전기 생산 외에도 태양 에너지는 더 직접적으로 사용된다. 태양열 난방 시스템은 온수 생산, 건물 난방, 건조 및 담수화에 사용된다.

#### 풍력

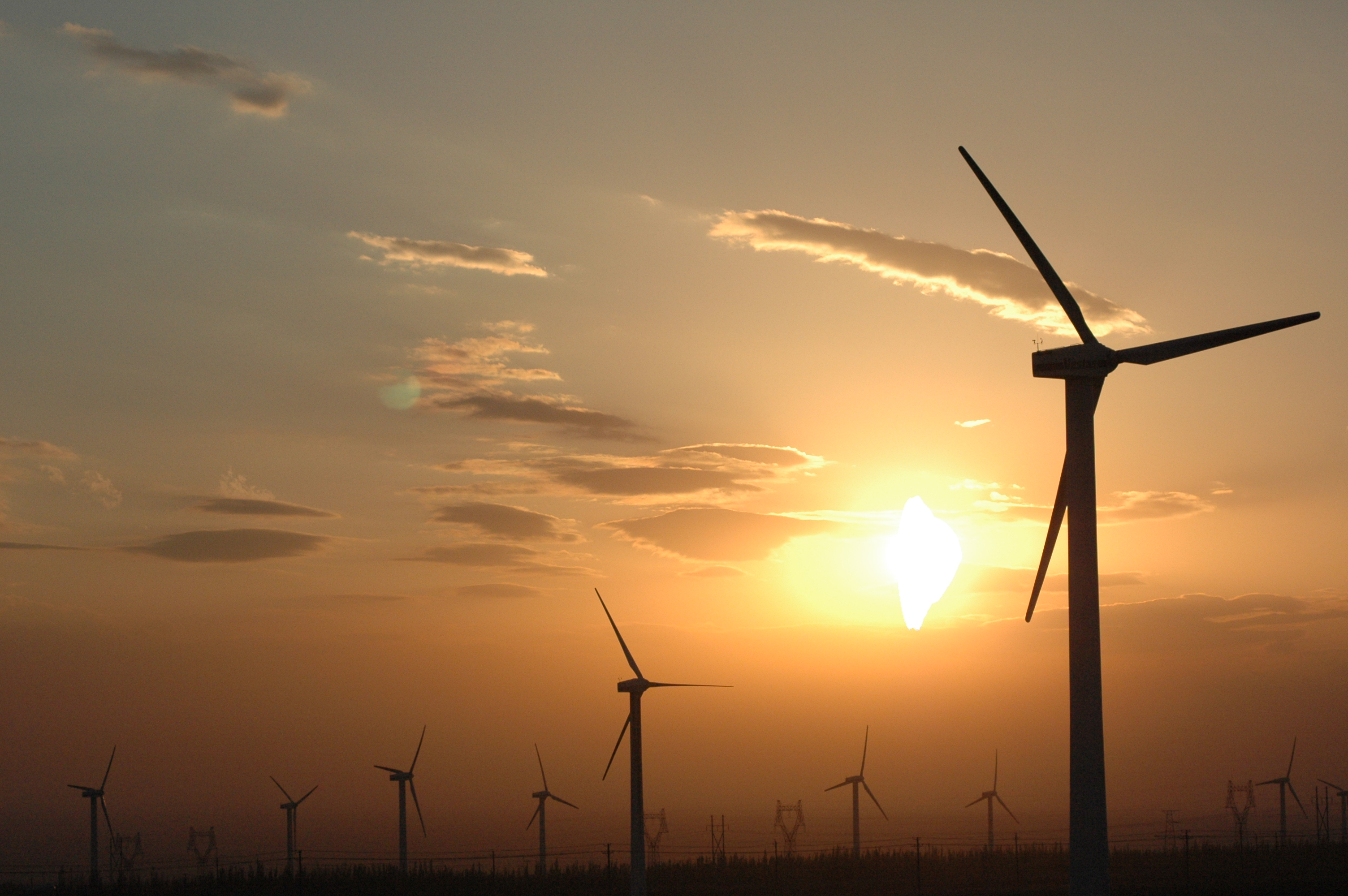
중국 신장의 풍력발전용 터빈

바람은 수천 년동안 산업 부문, 물 펌프 및 범선 등에 에너지를 제공하는 중요한 동력이었다. 현대식 풍력 터빈은 전기를 생산하는 데 사용되며 2019년 전 세계 전력의 약 6%를 공급했다. 내륙 풍력 발전소의 전기는 기존 석탄 발전소보다 저렴하고 천연가스와 원자력에 비해 경쟁력이 있는 경우가 많다. 풍력 터빈은 육지보다 바람이 더 안정적이고 강하지만 건설 및 유지 관리 비용이 더 높은 해상에 설치하기도 한다.
종종 야생 지역이나 농촌 지역에 건설되는 내륙 풍력 발전소는 풍경에 시각적 영향을 준다. 풍력 터빈과의 충돌로 인해 박쥐와 새가 죽게 되지만, 창문 및 송전선과 같은 다른 기반 시설보다는 그 발생률이 낮다. 터빈에서 발생하는 소음과 깜빡이는 빛은 짜증을 유발하고 인구 밀도가 높은 지역 근처의 건설을 제한하기도한다. 풍력발전은 원자력발전소나 화석연료발전소와 달리 물을 사용하지 않는다. 풍력 발전소 자체에서 생산되는 에너지에 비해 풍력 터빈 건설에는 에너지가 거의 필요하지 않다. 터빈 블레이드는 완전히 재활용할 수 없으며, 재활용하기 쉬운 블레이드를 제조하는 방법에 대한 연구가 진행 중이다.

#### 수력 발전

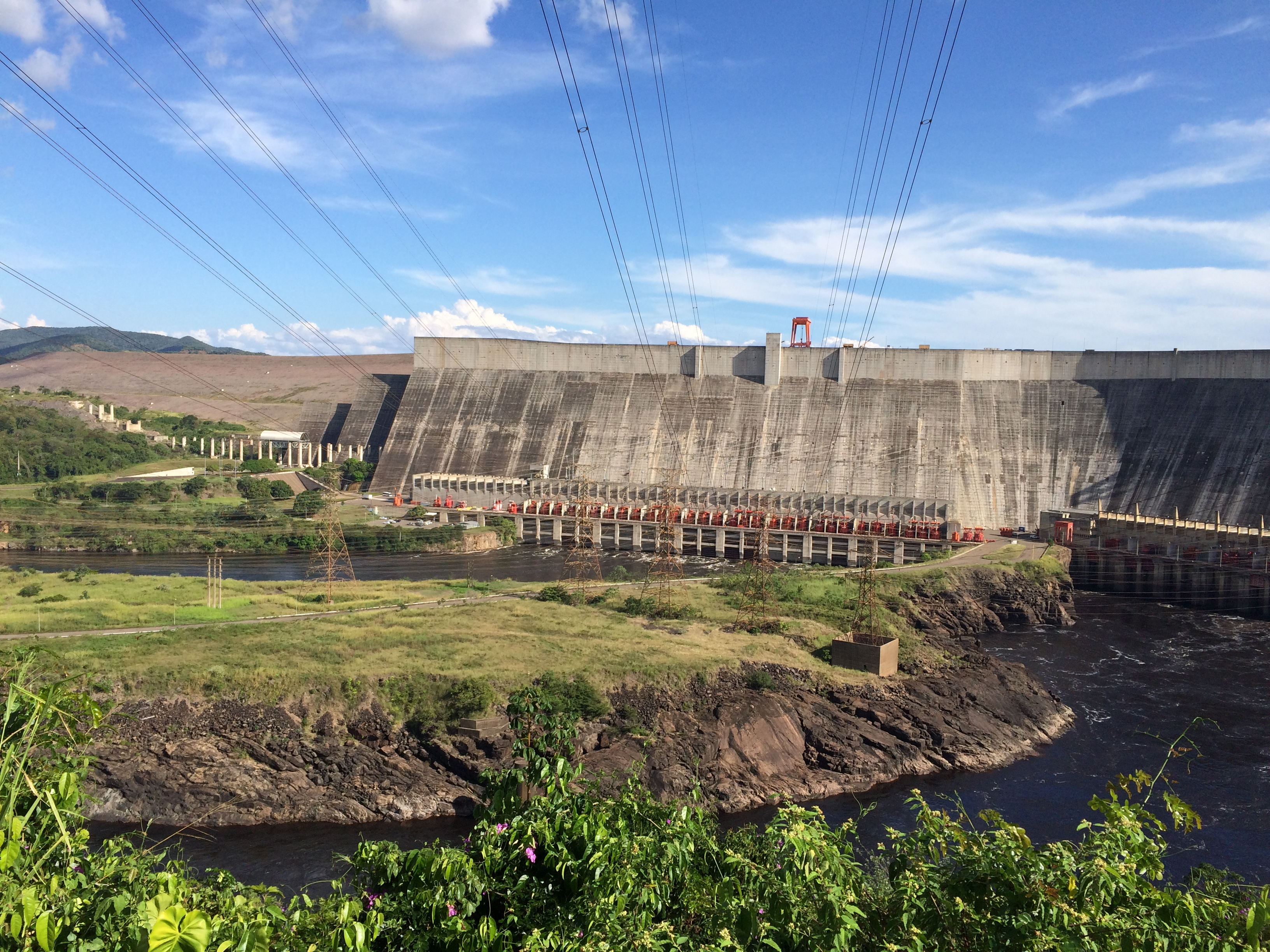
베네수엘라의 수력발전 댐인 구리댐.

수력 발전소는 흐르는 물의 에너지를 전기로 변환한다. 2020년 수력발전은 전 세계 전력의 17%를 공급했는데, 이는 20세기 중후반의 최고치인 20%에 비해 감소한 수치이다.
기존 수력 발전에서는 댐 뒤에 저수지가 만들어진다. 기존 수력 발전소는 매우 유연하고 조정가능한 전력을 공급한다. 풍력 및 태양광 발전과 결합하여 전력수요를 충족시키고 풍력 및 태양광 이용이 어려울 때 이를 보완할 수 있다.
저수지 기반 시설과 비교하여 하천의 수력 발전은 일반적으로 환경에 미치는 영향이 적다. 그러나 전력 생산 능력은 강의 흐름에 따라 달라지며, 이는 날마다 또는 계절 날씨에 따라 달라질 수 있다. 저수지는 홍수 통제에 사용되고 전기를 유연하게 출력하며 동시에 가뭄 동안 식수 공급 및 관개에 대한 대책도 제공한다.
수력발전은 생산된 에너지 단위당 온실가스 배출량이 가장 낮은 에너지원 중 하나이지만 배출량 수준은 프로젝트마다 크게 다르다. 온실가스는 열대 지역의 대규모 댐에서 가장 많이 배출되는 경향이 있다. 이러한 배출은 저수지의 범람에 잠긴 생물학적 물질이 분해되어 이산화탄소와 메탄을 방출할 때 발생한다. 삼림 벌채와 기후 변화는 수력 발전 댐의 에너지 생산을 감소시킬 수 있다. 위치에 따라 대형 댐은 주민들을 이주시키고 심각한 지역 환경 피해를 초래하기도 한다. 또한 잠재적인 댐 붕괴로 인해 주변 인구가 위험에 빠질 수도 있다.

#### 지열에너지
지열 에너지는 지하 깊은 곳의 열을 활용하여 전기를 생산하거나 물과 건물을 가열하는 방식으로 생산된다. 지열 에너지의 사용은 열 추출이 경제적인 지역에 집중되어 있다. 즉, 고온, 열 흐름 및 투과성(유체가 통과할 수 있는 암석의 능력)의 조합이 필요하다. 전력은 지하 저수지에서 생성된 증기로부터 생산된다. 지열에너지는 2020년 전 세계 에너지 소비량의 1% 미만을 생산했다.

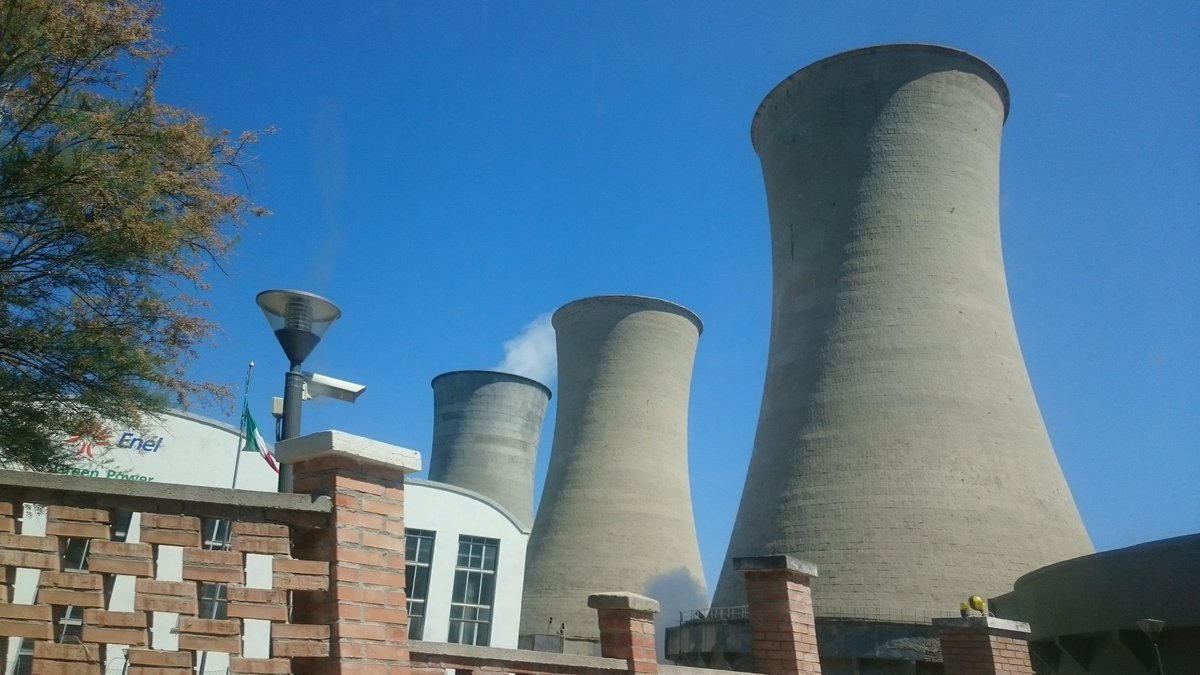
이탈리아 라데렐로에 있는 지열 발전소의 냉각탑

지열 에너지는 인근의 더 뜨거운 지역과 자연적으로 발생하는 동위원소의 방사성 붕괴로부터 열에너지가 지속적으로 보충되기 때문에 재생 가능한 자원이라고 할 수 있다.  평균적으로 지열 기반 전기의 온실가스 배출량은 석탄 기반 전기의 5% 미만이다. 지열 에너지는 지진을 유발할 위험이 있고, 수질 오염을 방지하기 위한 대비책이 필요하며, 포집할 수 있는 독성 배출물을 방출한다.

#### 바이오에너지

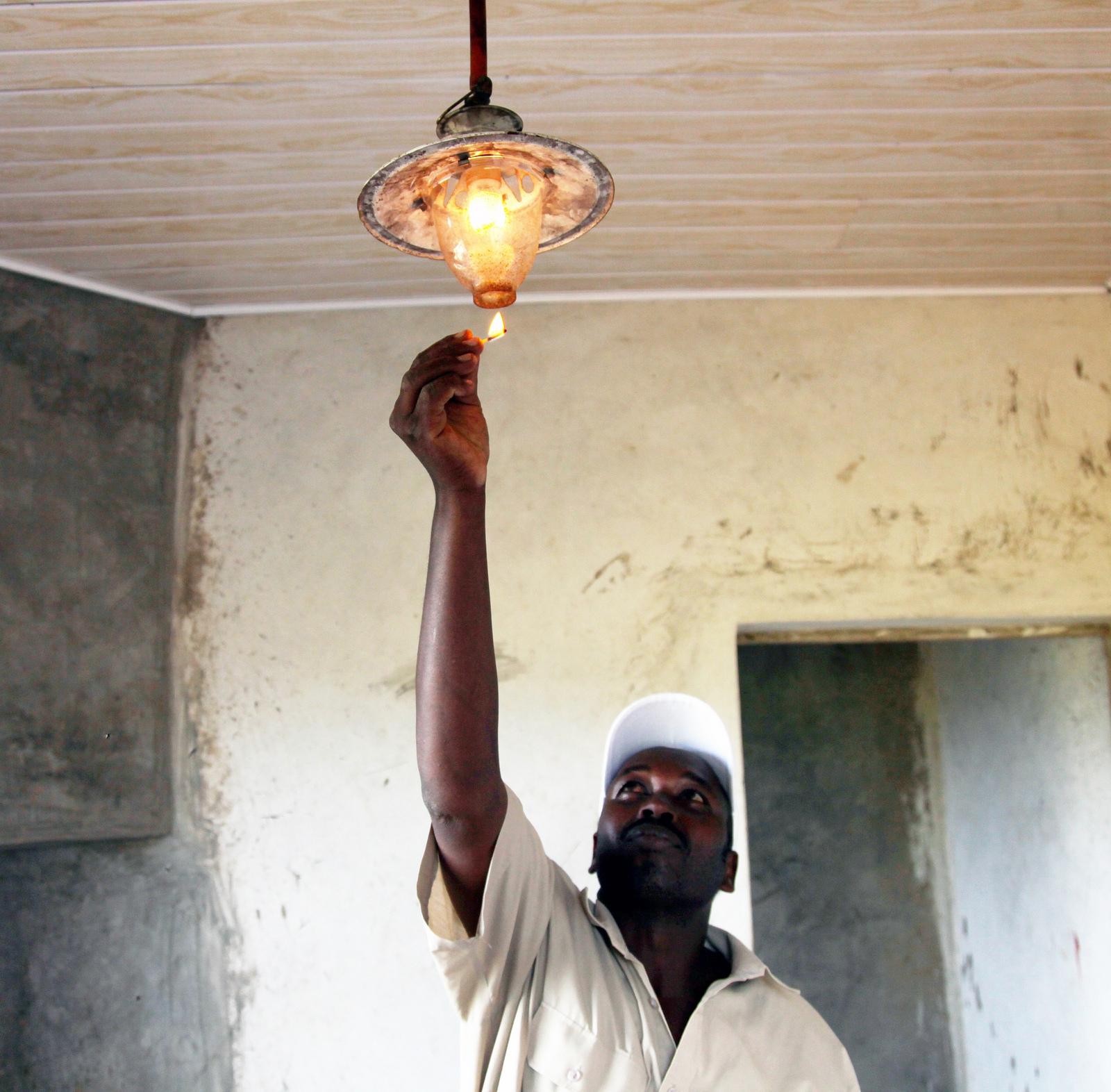
케냐의 낙농가가 바이오가스 램프를 밝히고 있다. 바이오매스에서 생산된 바이오가스는 요리나 조명용으로 태울 수 있는 재생 에너지원이다.

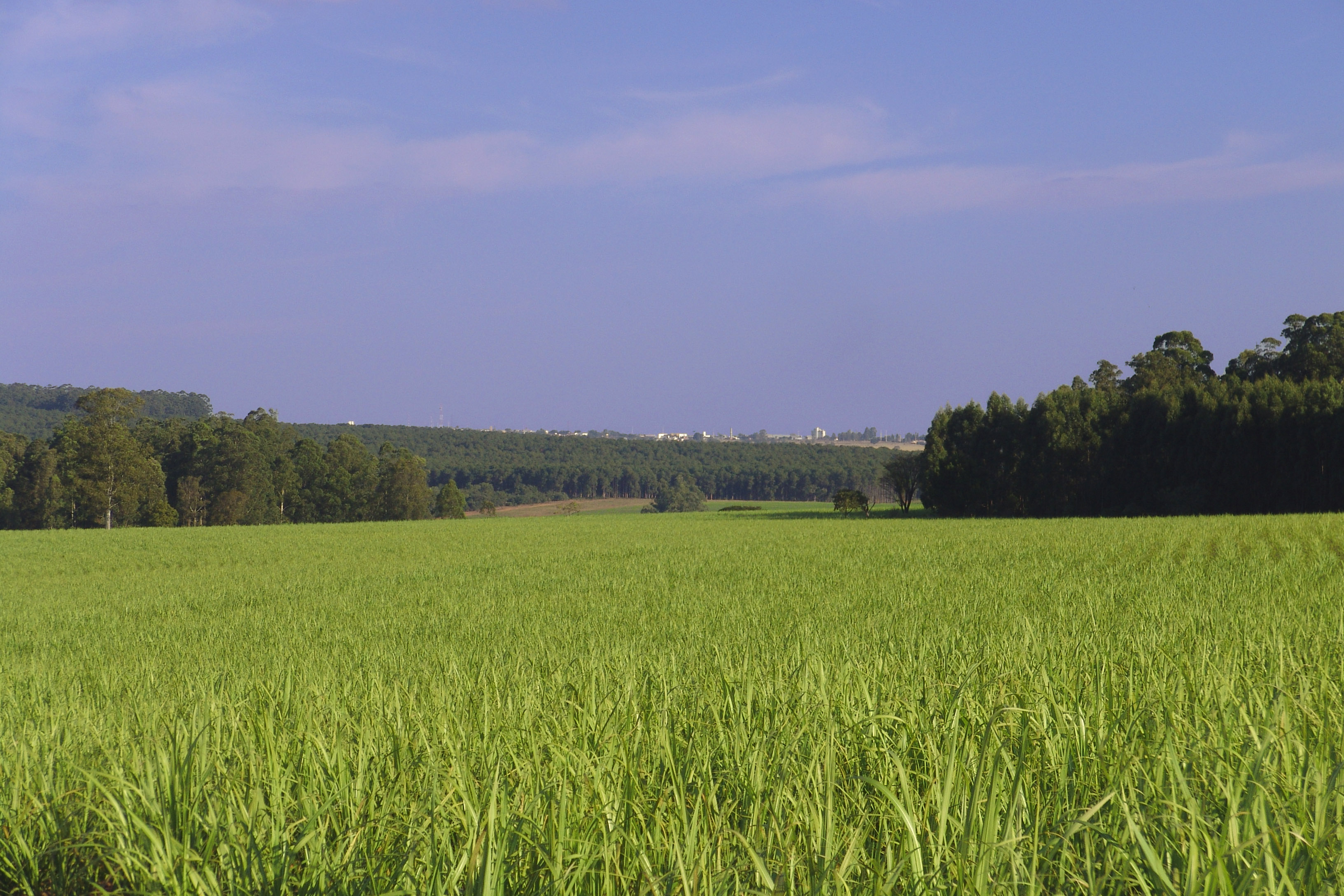
브라질의 에탄올 생산을 위한 사탕수수 농장.

바이오매스는 식물과 동물에서 나오는 재생 가능한 유기 물질이다. 이를 태워 열과 전기를 생산하거나 바이오디젤이나 에탄올과 같은 바이오 연료로 변환하여 차량에 동력을 공급할 수 있다.
바이오에너지가 기후에 미치는 영향은 바이오매스 공급원료의 출처와 재배 방법에 따라 상당히 다르다. 예를 들어, 에너지를 얻기 위해 나무를 태우면 이산화탄소가 배출되는데, 잘 관리된 숲에서 수확된 나무를 새 나무로 교체하면 이러한 배출량을 크게 상쇄할 수 있다. 새 나무는 자라면서 대기 중 이산화탄소를 흡수하기 때문이다. 그러나 바이오에너지 작물의 재배는 자연 생태계를 대체하고 토양을 악화시키며 수자원과 합성 비료를 소비할 수 있다. 열대 지역에서 전통적인 난방 및 요리에 사용되는 모든 목재의 약 1/3은 지속 불가능한 방법으로 수확된다. 바이오에너지 공급 원료는 일반적으로 수확, 건조 및 운송에 상당한 양의 에너지가 필요하다. 이러한 프로세스에 대한 에너지 사용으로 인해 온실 가스가 배출될 수 있다. 경우에 따라서는 토지 이용 변화, 경작 및 가공의 영향으로 인해 화석 연료 사용에 비해 바이오에너지의 전체 탄소 배출량이 더 많을 수도 있다.
바이오매스 재배를 위해 농지를 사용하면 식량 재배에 사용할 수 있는 토지가 줄어들 수 있다. 미국에서는 자동차 휘발유의 약 10%가 옥수수 기반 에탄올로 대체되었으며, 이는 많은 양의 수확량을 소비하게 된다. 말레이시아와 인도네시아에서는 바이오디젤용 팜유를 생산하기 위해 숲을 개간하는 작업이 심각한 사회적, 환경적 영향을 가져왔다. 왜냐하면 숲은 중요한 탄소 흡수원이자 다양한 종의 서식지이기 때문이다. 광합성은 햇빛 에너지의 일부분만을 포착하기 때문에, 주어진 양의 바이오에너지를 생산하려면 다른 재생에너지원에 비해 많은 양의 토지가 필요하다.
비식용 식물이나 폐기물에서 생산되는 2세대 바이오연료는 식량 생산에는 영향을 덜 주지만 보호 지역과의 상충관계 및 지역 대기 오염을 유발하는 등의 다른 부정적인 영향을 가져올 수 있다. 상대적으로 지속 가능한 바이오매스 공급원으로는 조류, 폐기물, 식량 생산에 부적합한 토양에서 자란 작물 등이 있다.
탄소 포집 및 저장 기술은 바이오에너지 발전소의 배출물을 포집하는 데 사용된다. 이 과정은 탄소 포집 및 저장을 통한 바이오에너지(BECCS)로 알려져 있으며 대기에서 이산화탄소 제거 효과를 가져올 수 있다. 그러나 BECCS는 바이오매스 물질의 재배, 수확 및 운송 방법에 따라 이산화탄소 배출을 초래할 수도 있다. 일부 기후 변화 완화 경로에 설명된 규모로 BECCS를 배포하려면 많은 양의 농경지가 필요하다.

#### 해양에너지
해양에너지는 에너지 시장에서 차지하는 비중이 가장 작다. 여기에는 OTEC, 성숙기에 접어든 조력발전, 개발 초기 단계인 파력발전 등이 포함된다. 프랑스와 한국에 있는 두 개의 조력 댐 시스템이 전 세계 생산량의 90%를 차지한다. 단일 해양 에너지 장치는 환경에 거의 위험을 주지 않지만, 큰 규모의 장치의 영향은 아직 알려져 있지 않다.

### 재생불가능한 에너지원

#### 화석 연료의 전환 및 완화
석탄에서 천연가스로 전환하는 것은 지속가능성 측면에서 장점이 있다. 생산된 에너지 단위에 대해 천연가스의 전과정에서 방출되는 온실가스 배출량은 풍력이나 원자력 에너지 배출량의 약 40배이지만 석탄보다는 훨씬 적다. 천연가스를 태우면 전기를 생산할 때 석탄 배출량의 약 절반이 발생하고, 열을 생산하는 데 사용할 경우 석탄 배출량의 약 2/3가 발생한다.  천연가스 연소는 석탄보다 대기 오염도 적다. 그러나 천연가스는 그 자체로 강력한 온실가스이며, 추출 및 운송 중 누출이 발생하면 석탄 전환의 이점이 무효화될 수 있다. 메탄 누출을 억제하는 기술은 널리 알려져 있지만 항상 사용되지는 않고 다.
석탄에서 천연가스로 전환하면 단기적으로 배출량이 줄어들어 기후 변화 완화에 기여한다. 그러나 장기적으로는 순 제로 배출을 달성하는 길을 제공하지는 않는다. 천연가스 기반시설을 개발하는 것은 새로운 화석 기반시설이 수십 년 동안 탄소 배출을 하거나 수익을 내기 전에 폐기되어야 하는 탄소 고정 및 좌초 자산의 위험을 초래한다.
화석 연료 및 바이오매스 발전소의 온실가스 배출은 탄소 포집 및 저장(CCS)을 통해 크게 줄일 수 있다. 대부분의 연구에서는 CCS가 발전소에서 배출되는 이산화탄소(CO2)의 85~90%를 포집할 수 있다는 실제 가정을 사용한다. 배출된 CO2의 90%를 석탄 화력 발전소에서 포집하더라도 포집되지 않은 배출량은 생산된 전력 단위당 원자력, 태양광 또는 풍력 에너지의 배출량보다 몇 배나 더 크다. CCS를 사용하는 석탄 발전소는 효율성이 떨어지기 때문에 더 많은 석탄이 필요하므로 석탄 채굴 및 운송과 관련된 오염이 증가한다.  CCS 공정은 비용이 많이 들고, 비용은 이산화탄소 저장에 적합한 지질학적 위치와의 근접성에 크게 좌우된다. 이 기술의 배포는 여전히 매우 제한적이며, 2020년 현재 전 세계적으로 21개의 대규모 CCS 플랜트만 운영되고 있다.

#### 핵에너지

1985년 이후 저탄소 자원에서 생산되는 전기의 비율은 조금 증가했다. 재생에너지 발전은 원자력 발전 비중 감소로 대부분 상쇄되었다.

원자력은 1950년대부터 기저부하 전력의 저탄소 공급원으로 사용되어 왔다. 30여 개국의 원자력 발전소는 전 세계 전력의 약 10%를 생산하고 있다. 2019년 현재, 원자력은 전체 저탄소 에너지의 4분의 1 이상을 생산해 수력에 이어 두 번째로 큰 에너지원이다.
우라늄 채굴 및 처리를 포함한 원자력 발전의 수명 주기 온실가스 배출량은 재생 에너지원의 배출량과 비슷하다. 원자력은 주요 재생에너지에 비해 생산된 에너지 단위당 토양을 거의 사용하지 않는다. 또한 원자력은 지역 내에서 대기 오염을 일으키지 않는다. 핵분열 발전소에 연료를 공급하기 위해 사용되는 우라늄 광석은 재생 불가능한 자원이지만 수백 년에서 수천 년 동안 공급할 수 있을 만큼 충분한 양이 존재한다. 그러나 현재 경제적으로 접근할 수 있는 우라늄 자원은 제한되어 있으며 확장 단계에서는 우라늄 생산량이 이를 따라잡기가 어렵다. 야심찬 목표가 설된 기후 변화 완화에서는 일반적으로 원자력을 통한 전력 공급이 증가한다.
핵폐기물, 핵무기 확산, 사고에 대한 우려로 인해 원자력 발전의 지속가능성에 대한 논란이 많다. 방사성 핵폐기물은 수천년 동안 관리되어야 하며, 원자력 발전소는 무기로 사용될 수 있는 핵분열성 물질을 생성한다. 생산된 각 에너지 단위에 대해 원자력 에너지는 화석 연료보다 사고 및 오염 관련 사망자 수가 훨씬 적었으며, 원자력으로 인한 사망률은 재생 에너지원과 비슷했다. 원자력에 대한 대중의 반대는 종종 원자력 발전소로의 실행을 정치적으로 어렵게 만든다.
지난 수십 년 동안 새로운 원자력 발전소를 건설하는 데 소요되는 시간과 비용을 줄이려고 했지만 비용은 여전히 많이 들고 기간도 오래 걸린다. 기존 발전소의 단점을 해결하기 위해 다양한 새로운 형태의 원자력 에너지가 개발되고 있다. 고속 증식 원자로는 핵 폐기물을 재활용할 수 있으므로 지질학적 처분이 필요한 폐기물의 양을 크게 줄일 수 있지만 아직 대규모 상업적 기반으로 배치되지는 않았다.  우라늄이 아닌 토륨을 기반으로 하는 원자력 발전은 우라늄 공급량이 많지 않은 국가에 더 높은 에너지 안보를 제공할 수 있다. 소형 모듈형 원자로는 현재의 대형 원자로에 비해 몇 가지 장점이 있을 수 있다. 더 빠르게 구축할 수 있어야 하며 모듈화를 통해 실행을 통해 비용을 절감할 수 있다.
몇몇 국가에서는 소량의 폐기물을 생성하고 폭발 위험이 없는 핵융합로를 개발하려고 다. 핵융합 발전이 실험실에서 진전을 이루었지만 이를 상용화하고 규모를 확장하는 데 수십 년이 걸리므로 기후 변화 완화를 위한 2050년 순 제로 목표에 기여하지 못할 것이다.

## 에너지 시스템 변환

블룸버그 NEF는 2022년 세계 에너지 전환 투자가 처음으로 화석연료 투자와 맞먹는다고 보도했다.

지구 온난화를 2°C 미만으로 유지하기 위해서 배출량 감소를 하려면 에너지를 생산, 분배, 저장 및 소비되는 방식에 대한 시스템 전반의 변화가 필요하다. 한 형태의 에너지를 다른 형태로 대체하려면 사회 내에서 에너지 시스템의 다양한 기술과 행동이 변화해야 한다. 예를 들어, 자동차 에너지원을 석유에서 태양광 발전으로 전환하려면 태양광 발전, 태양광 패널 출력 변동을 수용하기 위한 전력망 수정, 가변 배터리 충전기 도입, 전체 수요 증가, 전기 자동차 채택 뿐만 아니라 전기 자동차 충전 시설 및 정비소 네트워크까지 필요하다.
많은 기후 변화 완화 경로는 저탄소 에너지 시스템의 세 가지 주요 측면을 구상한다.
- 저배출 에너지원을 사용하여 전기 생산

- 전기화(Electrification) – 화석 연료를 직접 태우는 대신 전기 사용을 늘리는 것

- 에너지 효율화 방안의 채택 가속화[146]

항공, 해운, 철강 제조 등 일부 에너지 집약적 기술과 공정은 전기화하기 어렵다. 이러한 부문의 탄소 배출량을 줄이기 위한 몇 가지 방법이 있다. 화석 연료를 연소하도록 설계된 많은 차량에 바이오 연료와 합성 탄소 중립 연료로 동력을 공급하는 것이다. 하지만 문제 바이오 연료는 필요한 양만큼 지속 가능하게 생산할 수 없으며 합성 연료는 현재 매우 비싸다. 이에 대한 대안으로 지속 가능하게 생산되는 수소 연료를 기반으로 하는 시스템을 개발하는 것이다.
세계 에너지 시스템의 완전한 탈탄소화는 수십 년이 걸릴 것으로 예상되며 대부분 기존 기술을 통해 달성할 수 있다. 국제에너지기구(IEA)는 2050년까지 순배출 제로에 도달하려면 배터리 기술 및 탄소 중립 연료와 같은 에너지 부문의 추가 혁신이 필요하다고 말한다. 새로운 기술을 개발하려면 연구 개발, 시연 및 배포를 통한 비용 절감 등이 필요하다.  탄소 제로 에너지 시스템으로의 전환은 인류 건강에 강력한 공동 이익을 가져올 것이다. 세계보건기구(WHO)는 지구 온난화를 1.5°C로 제한하려는 노력을 통해 대기 오염 감소가 이루어져 매년 수백만 명의 생명을 구할 수 있다고 추정한다. 2030년까지 기후 목표에 부합하는 좋은 계획과 관리를 통해 사람들이 전기를 사용할 수 있고 깨끗한 요리를 제공받을 수 있는 방법이있다.  과거에 몇몇 국가들은 석탄 사용을 통해 급속한 경제적 이익을 얻었다. 그러나 적절한 국제적 투자와 지식 이전을 하면 많은 가난한 국가와 지역이 재생 가능 에너지에 기반한 에너지 시스템을 개발하여 화석 연료 의존도에서 벗어날 수 있는 기회가 여전히 남아 있다.

### 다양한 에너지 시스템 통합하기

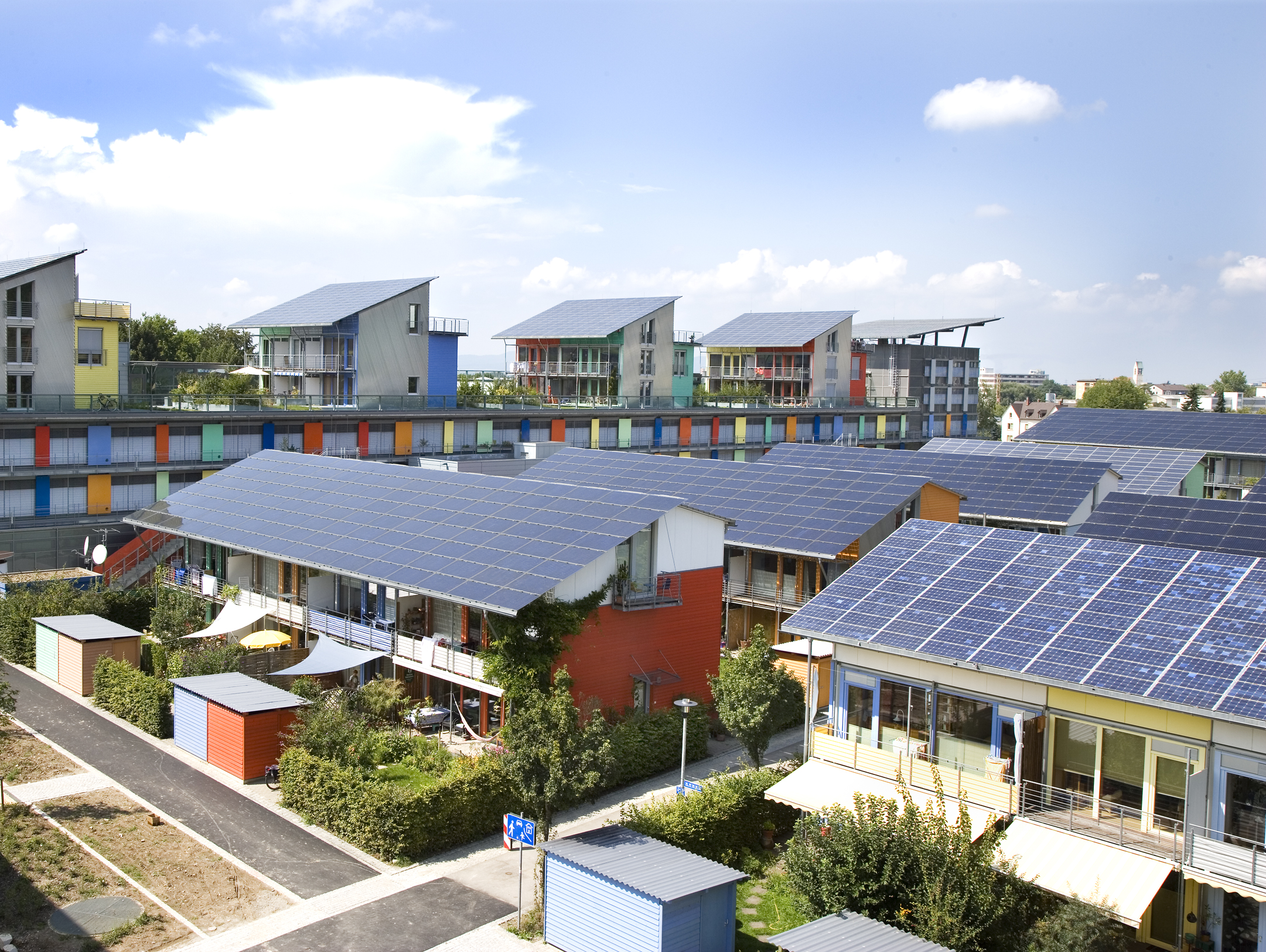
독일의 슐라이어베르크에 있는 태양열 마을에 있는 건물들은 필요한 양보다 더 많은 에너지를 생산한다. 건물의 옥상에는 태양 전지판이 있고 최대 에너지 효율을 내도록 설계되었다.

풍력이나 태양광 같은 다양한 재생 에너지원에서 안정적인 전기를 공급하려면 전력 시스템에 유연성이 필요하다.  대부분의 전력망은 석탄 화력 발전소와 같은 지속적으로 공급되는 에너지원에 기반해서 만들어 졌다. 태양광 및 풍력 에너지가 점점 더 전력망에 통합됨에 따라 전력 공급이 수요에 일치하도록 에너지 시스템을 변경해야 한다. 2019년에 이 전력원들은 전 세계 전력의 8.5%를 생산했으며, 이 비율은 빠르게 증가하고 있다.
전기 시스템을 보다 유연하게 만드는 방법에는 여러 가지가 있다. 많은 곳에서 풍력과 태양광 발전은 일별, 계절별로 상호보완적이다. 태양 에너지 생산량이 적은 밤과 겨울에는 바람이 더 많이 발생한다.  장거리 전송선을 통해 서로 다른 지리적 영역을 연결하면 변동성을 더욱 상쇄할 수 있다. 에너지 수요 관리와 스마트 그리드 활용을 통해 가변에너지 생산이 가장 높은 시점에 맞춰 에너지 수요를 맞추어 전환할 수 있다. 그리드 에너지 저장 장치를 사용하면 과잉 생산된 에너지를 필요할 때 방출할 수 있다. 전력-열 시스템 결합 또는 전기를 열에너지로 전환하고 전기차에 사용하는 이동 수단과의 결합 같은 각 분야별 결합을 통해 보다 유연하게 에너지가 사용될 수 있다.
풍력 및 태양광 발전에서 과잉 용량을 구축하면 악천후에도 충분한 전력을 생산할 수 있다. 잉여 전기를 사용하거나 저장할 수 없으면 최적의 날씨에서 에너지 생산을 줄여야 할 수도 있다. 최종 수요-공급 불일치는 수력, 바이오에너지, 천연가스 등 조정가능한 에너지원을 사용하여 해결할 수 있다.

#### 에너지 저장

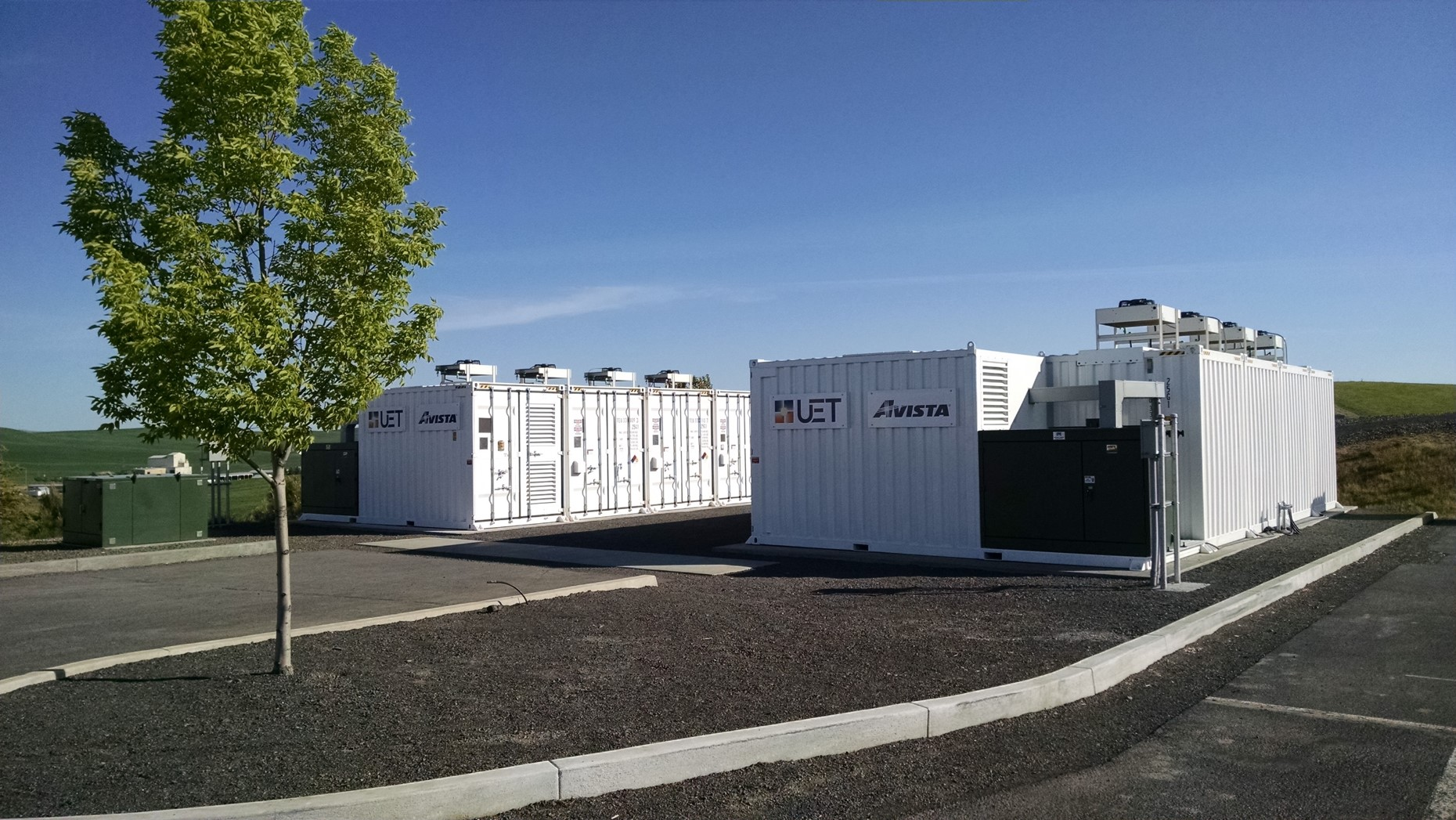
배터리저장시설.

에너지 저장은 간헐적인 재생 에너지의 문제점을 극복하는 하나의 방법으로 지속 가능한 에너지 시스템의 중요한 측면이다.  가장 일반적으로 사용되고 사용 가능한 저장 방법은 양수식 수력 발전으로, 지역의 높이 차이가 크고 물에 대한 접근성이 좋아야 가능하다.  또한, 배터리, 특히 리튬이온 배터리도 널리 사용되고 있다.  배터리는 일반적으로 짧은 기간 동안 전기를 저장한다. 계절이 달라져도 계속 지속될 수 있는 충분한 용량을 갖춘 기술에 대한 연구가 진행 중이다. 미국의 유틸리티 규모 배터리 비용은 2015년 이후 약 70% 감소했지만, 배터리의 비용과 낮은 에너지 밀도로 인해 에너지 생산의 계절 간 변화의 균형을 맞추는 데 필요한 대규모 에너지 저장하기에는 실용적이지 않았다. 여러 달 동안 사용할 수 있는 양수 저장 장치와 전력을 가스로 변환(전기를 가스로 변환하고 다시 역으로 변환)이 일부 지역에 설치되었다.

### 전기화

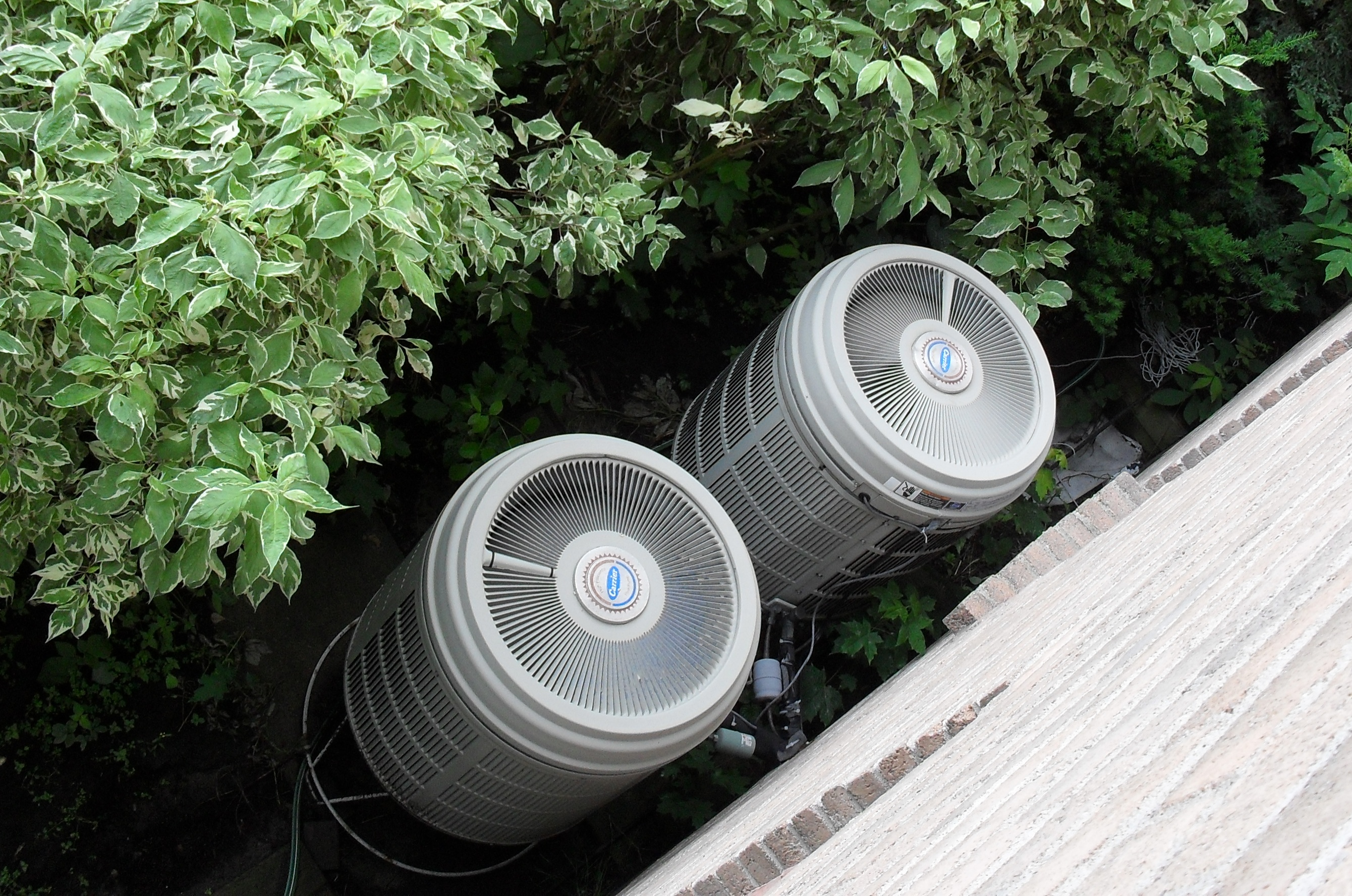
열 펌프의 실외 부분. 열 펌프는 석유나 가스 보일러와 달리 전기를 사용하고 매우 효율적이다. 난방을 전기화하면 배출량을 크게 줄일 수 있다.

전력 부문은 에너지 시스템의 나머지 부분에 비해 배출량을 훨씬 빠르게 줄일 수 있다. 2019년 기준으로 전 세계 전력의 37%가 저탄소 에너지원(재생 에너지 및 원자력 에너지)에서 생산되고 있다. 주로 석탄인 화석 연료가 나머지 전력 공급을 담당하고 있다. 온실가스 배출을 줄이는 가장 쉽고 빠른 방법 중 하나는 석탄화력발전소를 단계적으로 폐지하고 재생에너지 발전량을 늘리는 것이다.
기후 변화 완화는 건물 난방과 운송을 위해 화석 연료를 직접 연소하는 대신 전기를 사용하는 광범위한 전기화를 목표로 한다. 야심찬 기후 정책을 통해 전력으로 소비되는 에너지 비중이 2020년 20%에서 2050년 두 배로 증가할 것이다.
전기를 손쉽게 사용하도록 하기 위해서는 농촌 지역에 전력을 제공해야 한다. 마을에 충분한 전기를 생산하고 저장하는 소규모 태양광 PV 설치와 같은 재생 에너지를 기반으로 하는 오프 그리드 및 미니 그리드 시스템은 중요한 해결책이다. 안정적인 전기에 대한 접근성이 높아지면 현재 개발도상국에서 흔히 볼 수 있는 등유 조명과 디젤 발전기의 사용이 줄어들 것이다.
재생 가능한 전기를 생산하고 저장하기 위한 인프라에는 배터리용 코발트와 리튬, 태양광 패널용 구리와 같은 광물과 금속이 필요하다. 제품 수명주기가 잘 설계되어 있으면 재활용을 통해 이러한 수요 중 일부를 충족할 수 있지만 순배출 제로를 달성하려면 17가지 유형의 금속 및 광물에 대한 채굴량이 여전히 크게 증가해야 한다. 소수의 국가나 기업이 때때로 이러한 원자재 시장을 장악하여 지정학적 우려를 불러일으킨다. 예를 들어, 전 세계 코발트의 대부분은 정치적으로 불안정한 지역인 콩고민주공화국에서 채굴되며 채굴 과정이 종종 인권 침해 연관되어 있다. 보다 다양한 지역에서의 원료 확보가 가능하다면 보다 유연하고 덜 불안정한 공급망을 확보할 수 있을 것이다.

### 수소
수소 가스는 에너지 측면에서 온실가스 배출을 줄일 수 있는 잠재력을 지닌 에너지 운반체로서 널리 논의되고 있다. 이를 위해서 가격이 저렴하고 에너지 효율적인 기후 완화 대안이 적은 부문 및 분야에 공급할 수 있는 양으로 수소를 깨끗하게 생산해야 한다. 이러한 분야에는 중공업 및 장거리 운송이 있다.
수소는 연료전지의 에너지원으로 사용되어 전기를 생산하거나 연소를 통해 열을 생성할 수 있다.  연료전지에서 수소가 소비될 때, 사용 시점에서 배출되는 유일한 것이 수증기이다.  수소의 연소는 유해한 질소 산화물의 열 형성으로 이어질 수 있다.  수소의 전체 수명 주기 배출량은 수소 생산 방법에 따라 달라진다. 현재 전 세계의 거의 모든 수소 공급은 화석 연료에서 생성된다. 주요 방식은 천연가스의 주성분인 메탄과 증기의 화학반응을 통해 수소를 생산하는 증기메탄개질이다. 이 과정을 통해 1톤의 수소를 생산하면 6.6~9.3톤의 이산화탄소가 배출된다. 탄소 포집 및 저장(CCS)을 통해 이러한 배출량의 상당 부분이 제거되지만, 천연가스에서 발생하는 수소의 전체 탄소 발자국은 천연 가스 자체 생산 과정에서 발생하는 배출(배출되는 메탄 가스 포함)로 인해 평가하기 어려운 부분도 다.
전기는 물 분자를 분해하는 데 사용될 수 있으며, 전기가 지속 가능하게 생성된다면 지속 가능한 수소를 생산할 수 있다. 그러나 이 전기분해 공정은 현재 CCS 없이 메탄에서 수소를 생성하는 것보다 비용적으로 더 비싸며 에너지 변환 효율은 본질적으로 낮다. 가변적인 재생 가능 전기가 과잉될 때 수소를 생산한 다음 저장하고 열을 생성하거나 전기를 재생하는 데 사용할 수 있다. 이는 녹색 암모니아 및 녹색 메탄올과 같은 액체 연료로 변환될 수 있다. 수소 전해질의 혁신은 전기를 이용한 대규모 수소 생산을 더욱 비용 경쟁력 있게 만들 수 있다.
수소 연료는 철강, 시멘트, 유리 및 화학 물질의 산업 생산에 필요한 강력한 열을 생산할 수 있으므로 철강 제조용 전기로와 같은 기술과 함께 산업의 탈탄소화에 기여한다.  철강 제조에서 수소는 청정 에너지 운반체 역할을 하는 동시에 석탄에서 추출한 코크스를 대체하는 저탄소 촉매 역할을 할 수 있다. 운송 수단을 탈탄소화하는 데 사용되는 수소는 운송, 항공 및 그보다는 덜한 대형 화물 차량에 가장 많이 응용될 가능성이 높다. 승용차를 포함한 경량 차량의 경우, 수소는 특히 배터리를 사용하는 전기 자동차의 판매 속도와 비교할 때 다른 대체 연료 차량에 크게 뒤떨어져 있으며 미래에 큰 역할을 하지 못할 수도 있다.
에너지 운반체로서 수소의 단점은 수소의 폭발성으로 인해 저장 및 유통 비용이 높고, 다른 연료에 비해 부피가 크며, 파이프가 부서지기 쉬운 경향이 있다는 것이다.

### 에너지 활용 기술

#### 운송수단

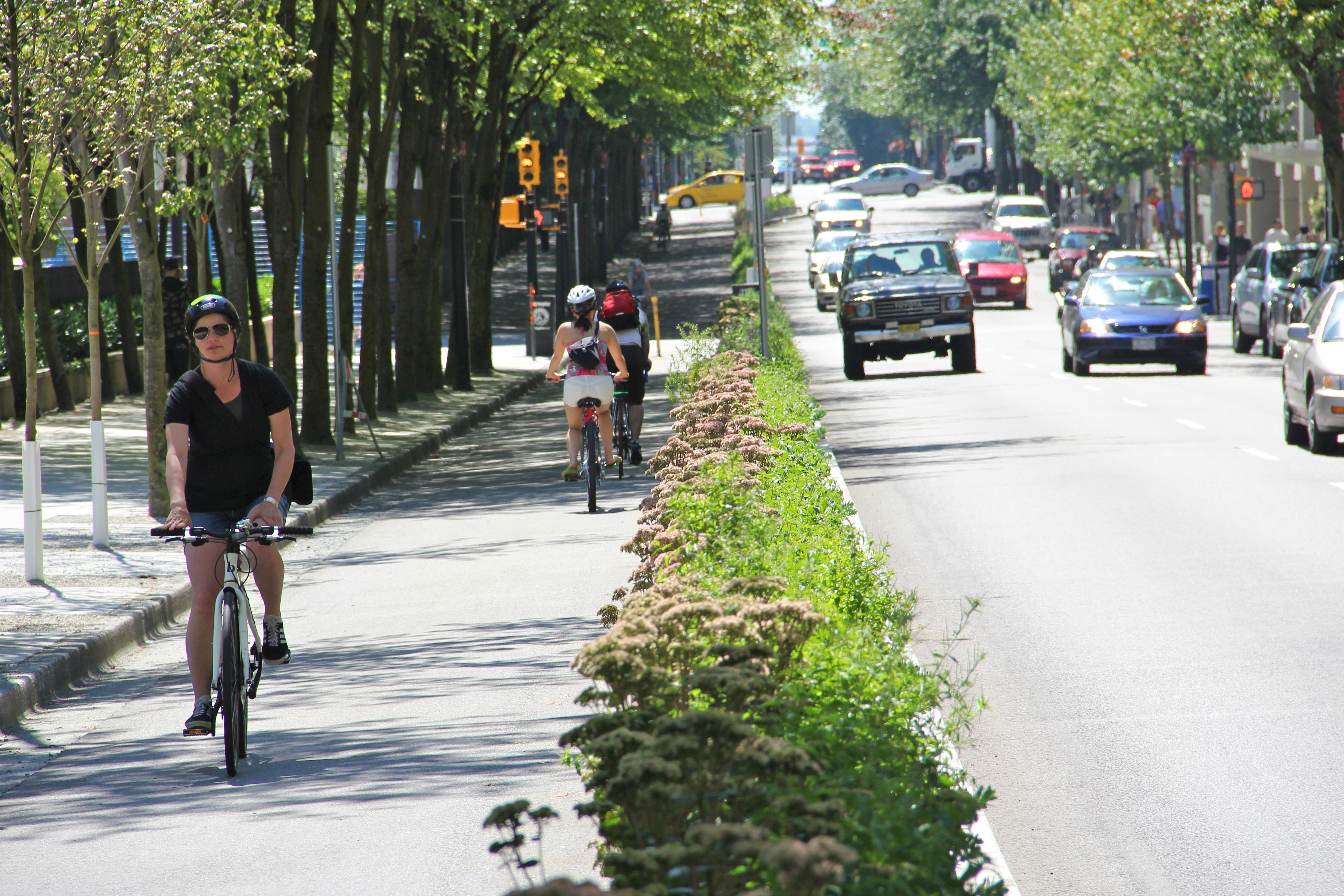
밴쿠버의 자전거 도로. 자전거 인프라는 지속 가능한 교통을 장려한다.

운송은 전 세계 온실가스 배출량의 14%를 차지하지만 운송을 더욱 지속 가능하게 만드는 방법은 여러 가지가 있다. 기차와 버스는 한 번에 더 많은 승객을 태울 수 있기 때문에 대중교통은 일반적으로 개인 차량보다 승객당 온실가스를 더 적게 배출한다.  단거리 비행은 고속철도로 대체될 수 있는데, 이는 특히 전기화될 때 더욱 효율적이다. 특히 도시에서 걷기, 자전거 타기 등 무동력 교통수단을 장려하면 환경에 더 좋은 운송수단이 될 것이다.
자동차의 에너지 효율성은 시간이 지남에 따라 증가했지만, 전기 자동차로 전환하는 것은 운송 수단을 탈탄소화하고 대기 오염을 줄이기 위한 중요한 추가 단계이다. 교통 관련 대기 오염의 상당 부분은 도로 먼지와 타이어 및 브레이크 패드의 마모로 인한 미립자 물질로 구성된다. 배기관이 아닌 오염원으로 인한 오염을 실질적으로 줄이는 것은 전기화로는 달성할 수 없다. 차량을 더 가볍게 만들고 운전 횟수를 줄이는 등의 조치가 필요하다. 특히 경량 자동차는 배터리 기술을 활용한 탈탄소화의 주요 후보이다. 전 세계 이산화탄소 배출량의 25%는 여전히 운송 부문에서 발생한다.
장거리 화물 운송 및 항공은 장거리 이동에 필요한 배터리 무게, 배터리 재충전 시간 및 제한된 배터리 수명 때문에 현재 기술로는 전기화하기 어려운 분야이다.  선박이나 철도를 통한 화물 운송은 일반적으로 항공이나 도로보다 지속가능성이 더 높다. 수소 자동차는 트럭과 같은 대형 차량의 옵션이 될 수 있다. 운송 및 항공으로 인한 배출을 줄이는 데 필요한 많은 기술은 아직 개발 초기 단계에 있으며, 암모니아(수소에서 생산)는 운송 연료로 유망한 후보이다. 항공 바이오 연료는 연료 제조 과정에서 배출물을 포착하고 저장하면 바이오 에너지를 더 잘 활용하는 방법 중 하나가 될 수 있다.

#### 건물과 조리

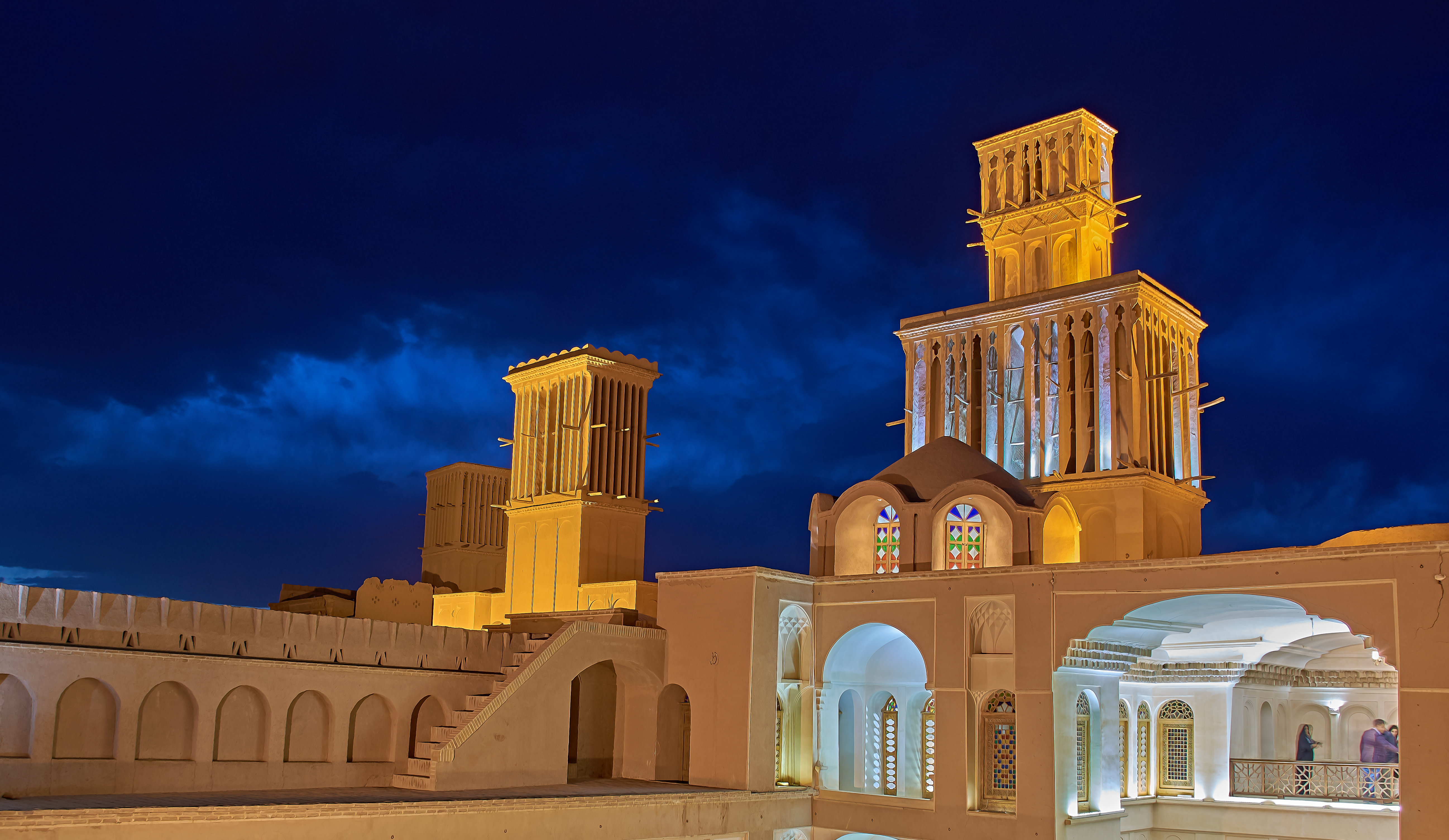
이란의 윈드캐처 타워와 같은 패시브 냉각 기능은 자연환경을 활용해 에너지를 사용하지 않고도 건물에 시원한 공기를 공급한다.

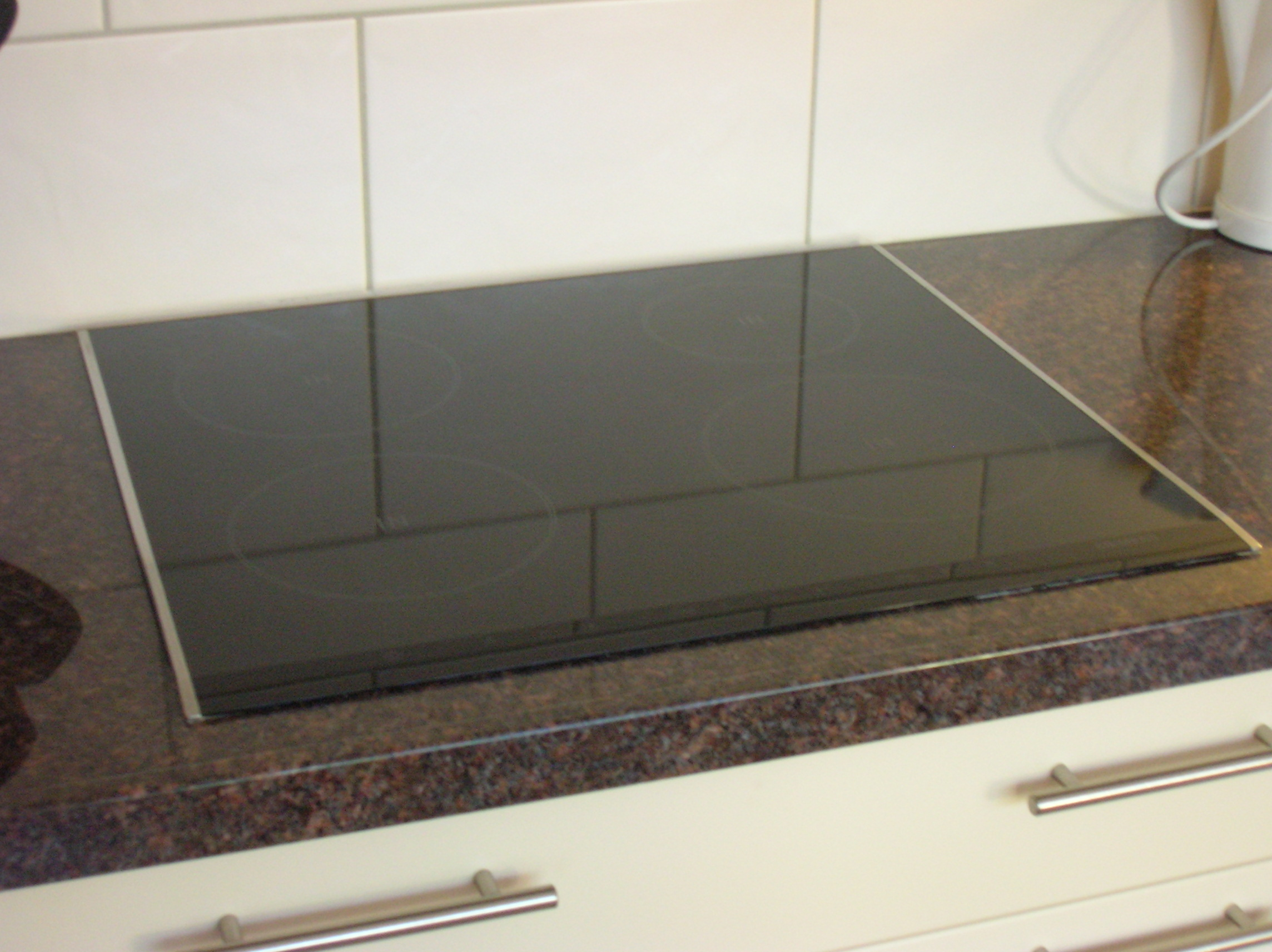
요리 할 때, 전기 인덕션 스토브는 가장 에너지 효율적이고 안전한 옵션 중 하나이다.

에너지 사용의 1/3 이상이 건물과 건설에 사용된다. 건물 난방을 위한 화석 연료 및 바이오매스 연소의 대안으로는 열 펌프 또는 전기 히터를 통한 전기화, 지열 에너지, 중앙 태양열 난방, 폐열 재사용 및 계절별 열 에너지 저장 등이 있다.  열 펌프는 단일 기기를 통해 열과 냉방을 모두 제공한다. 국제에너지기구(IEA)는 열 펌프가 전 세계적으로 공간 및 물 난방 요구 사항의 90% 이상을 충족시킬 수 있다고 보고 있다.
건물을 난방하는 매우 효율적인 방법은 지역난방을 이용하는 것이다. 이 방식은 열을 중앙에서 발생시켜 단열 파이프를 통해 여러 건물에 분배하는 것이다. 예전에는 대부분의 지역난방 시스템은 화석 연료를 사용했지만, 요즘에는 지역난방 시스템은 재생에너지를 많이 사용하도록 설계되었다.
건물의 냉방은 패시브 건물 설계, 도시 열섬 효과를 최소화하는 계획, 파이프 냉수로 여러 건물을 냉각하는 지역 냉각 시스템을 통해 더욱 효율적으로 이루어질 수 있다. 에어컨을 사용하려면 많은 양의 전기가 필요하여 경제적으로 어려운 가정에서는 늘 사용하기는 어렵다. 일부 국가에서는 기후 친화적인 냉매만 사용하도록 하는 키갈리 개정안을 비준하지 않았기 때문에 일부 에어컨 장치는 여전히 온실가스인 냉매를 사용하고 있다.
에너지 빈곤에 시달리는 개발도상국에서는 요리에 나무나 동물 배설물과 같은 오염 연료가 여전히 사용된다. 이러한 연료를 사용한 조리는 일반적으로 유해한 연기를 방출하고 또한 목재를 사용하면 산림 황폐화로 이어질 수 있기 때문에 지속 가능하지 않다.  부유한 국가에서 이미 널리 사용하고 있는 청정 조리 시설을 보편적으로 채택하면 건강이 눈에 띄게 향상되고 기후에 부정적인 영향을 최소화할 수 있다. 청정 조리 시설(예를 들어 실내에서 그을음이 덜 발생하는 조리 시설)은 일반적으로 천연가스, 액화석유가스(둘 다 산소를 소비하고 이산화탄소를 생성함) 또는 전기를 에너지원으로 사용한다. 바이오가스 시스템은 일부 상황에서는 유망한 대안책이 될 수 있다. 기존 스토브보다 바이오매스를 더 효율적으로 연소하는 개선된 조리용 스토브는 청정 조리 시스템으로 전환하기 어려운 상황에서 임시 해결책으로 활용될 수 있다.

#### 산업
에너지는 1/3 이상이 산업에서 사용된다. 대부분의 에너지는 열 생성, 건조, 냉장 등 열 공정에 사용된다. 2017년 산업 분야에서 재생에너지가 차지하는 비중은 14.5%로, 대부분 바이오에너지와 전기로 공급되는 저온열이었다. 산업 분야에서 가장 에너지 집약적인 활동은 200°C(390°F)가 넘는 높은 온도에서 열을 생성하는 것인데 저온열로는 한계가 있기 때문에 재생 가능 에너지의 비중이 가장 낮다.
일부 산업 공정의 경우, 온실가스 배출을 제거하기 위해서는 아직 본격적인 구축이나 운영이 이루어지지 않은 기술의 상용화가 필요할 것이다. 예를 들어 제강은 전통적으로 매우 높은 온도의 열을 생성하고 강철 자체의 재료로 석탄에서 추출되는 코크스를 사용하기 때문에 전기화하기가 어렵다. 플라스틱, 시멘트, 비료 생산에도 상당한 양의 에너지가 필요하기 때문에 탈탄소화 가능성은 적다. 순환 경제로의 전환은 새로운 원자재를 채굴하고 정제하는 데 에너지를 투자하는 것보다 더 많이 재활용하고 그에 따라 더 적은 에너지를 사용하므로 산업을 더욱 지속 가능하게 만들 것이다.

## 정부 정책
"새로운 에너지 기술을 시장에 출시하는 데는 수십 년이 걸리는 일이지만 진행상황을 단축시켜 2050년까지 전 세계적으로 순 제로 배출을 달성해야 한다. 새로운 기술을 시장에 출시하고 널리 확산시켜 소요 시간을 단축하기 위해서는 정부의 역할이 매우 중요하는 것을 과거의 경험을 통해 알 수 있다."

에너지 시스템 전환을 촉진하는 잘 설계된 정부 정책은 온실가스 배출을 낮추는 동시에 대기 질을 개선할 수 있으며, 에너지 안보를 강화하고 에너지 사용에 따른 재정적 부담을 줄일 수도 있다.
보다 지속 가능한 에너지 사용을 장려하기 위해 1970년대부터 환경에 대한 규제가 이루어졌다. 일부 정부는 석탄 화력 발전소를 단계적으로 폐지하고 새로운 화석 연료 탐사를 중단하기로 약속했다. 정부는 새 자동차가 배출가스를 전혀 발생시키지 않거나 새로 건축된 건물에서는 가스 대신 전기로 열을 공급하도록 요구할 수 있다. 여러 국가의 재생 가능한 포트폴리오 기준을 보면 재생 가능 에너지원에서 생산되는 전기의 비율을 늘려야 한다고 명시하고 있다.
정부는 장거리 송전선, 스마트 그리드, 수소 파이프라인 등 인프라 개발을 주도하여 에너지 시스템 전환을 가속화할 수 있다. 운송 분야에서는 적절한 인프라와 인센티브를 통해 여행을 더욱 효율적으로 만들고 자동차 의존도를 줄일 수 있다.  도시의 무분별한 확산을 방지하는 도시 계획은 지역 교통 및 건물의 에너지 사용을 줄이면서 삶의 질을 향상시킬 수 있다. 정부 지원 연구, 조달 및 인센티브 정책은 역사적으로 태양광 및 리튬 배터리와 같은 청정 에너지 기술의 개발 및 발전에 매우 중요했다. 2050년까지 순 제로 배출 에너지 시스템을 위한 국제에너지기구(IEA)의 시나리오에서는 다양한 신기술을 시범 단계로 가져오고 배포를 장려하기 위해 공공 자금이 신속하게 동원되고 있다.

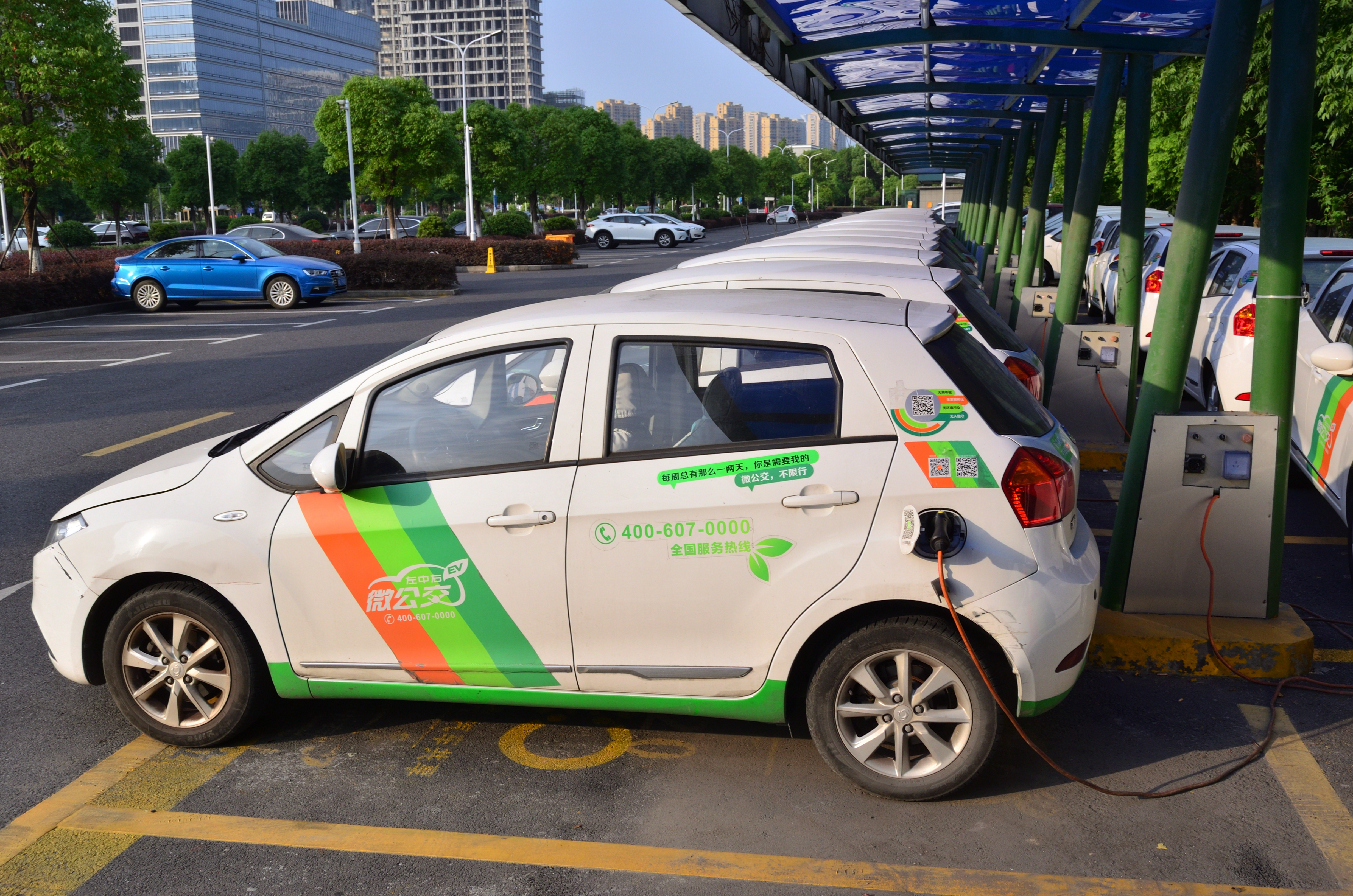
몇몇 국가들과 유럽 연합은 모든 신차들이 무공해 차량이 되도록 날짜를 약속했다.

탄소 가격 책정(예: CO2 배출에 대한 세금)은 업계와 소비자에게 배출량을 줄이는 동시에 방법을 선택할 수 있는 인센티브를 제공한다. 예를 들어, 저배출 에너지원으로 전환하거나, 에너지 효율성을 높이거나, 에너지 집약적인 제품 및 서비스 사용을 줄이는 것이다. 탄소 가격 책정은 일부 지역에서 거센 정치적 반발을 불러오는 반면에 에너지 관련 정책은 정치적으로 더 안전한 경향이 있다. 대부분의 연구에 따르면 지구 온난화를 1.5°C로 제한하려면 탄소 가격 책정이 엄격한 에너지별 정책으로 보완되어야 한다. 2019년 현재 대부분 지역의 탄소 가격은 파리협정 목표를 달성하기에는 너무 낮다. 탄소세는 다른 세금을 낮추거나 저소득 가구가 더 높은 에너지 비용을 감당할 수 있도록 돕는 데 사용하고 있다. EU 및 영국과 같은 일부 정부에서는 탄소 국경 조정의 활용을 모색하고 있다. 이는 내부 탄소 가격이 적용되는 산업이 경쟁력을 유지할 수 있도록 기후 정책이 덜 엄격한 국가의 수입품에 관세를 부과하는 것이다.
2020년에 시작된 정책 개혁의 규모와 속도는 파리협정의 기후 목표를 달성하는 데 필요한 것보다 훨씬 부족하다. 국내 정책 외에도, 혁신을 가속화하고 빈곤국이 완전한 에너지 접근을 위한 지속 가능한 경로를 구축하도록 지원하려면 더 큰 국제 협력이 필요하다.
국가는 일자리 창출을 위해 재생에너지를 지원할 수 있다. 국제노동기구(International Labor Organization)는 지구 온난화를 2°C로 제한하려는 노력이 대부분의 경제 부문에서 순 일자리 창출로 이어질 것으로 추정한다. 또한 2030년까지 재생 가능한 전력 생산, 건물의 에너지 효율성 개선, 전기 자동차로의 전환 등의 분야에서 2,400만 개의 새로운 일자리가 창출될 것으로 예측한다. 광업, 화석연료 등 분야에서 600만 개의 일자리가 사라질 것이다. 정부는 화석 연료 산업에 의존하는 근로자와 지역에 대한 정당한 전환을 보장하고 대안적인 경제적 기회를 보장함으로써 지속 가능한 에너지로의 전환을 보다 정치적, 사회적으로 실현 가능하게 만들 것이다.

## 재정

전기 운송과 재생 에너지는 재생 에너지 전환을 위한 핵심 투자 영역이다.

혁신과 투자를 위한 충분한 자금 조달은 에너지 전환의 전제 조건이다. 기후변화에 관한 정부간 협의체(IPCC)는 지구 온난화를 1.5°C로 제한하려면 2016년부터 2035년까지 매년 에너지 시스템에 2조 4천억 달러를 투자해야 할 것으로 추산한다. 대부분의 연구에서는 이 비용이 경제적, 건강상의 이점에 비해 세계 GDP의 2.5%에 불과한 적은 금액일 것으로 예상한다. 저탄소 에너지 기술 및 에너지 효율성에 대한 평균 연간 투자는 2015년에 비해 2050년까지 6배 증가해야 한다. 기후 변화에 대한 자금 여력은 민간 부문 관심이 적은 최빈개도국에서 특히 심각하게 적다.
유엔 기후 변화 협약에서는 2016년 기후 자금 조달 총 6,810억 달러로 추산했다. 이 중 대부분은 민간 부문의 재생 가능 에너지 개발 투자, 공공 부문의 지속 가능한 운송에 대한 투자, 민간 부문의 에너지 효율성에 대한 투자이다. 파리 협정에는 기후 변화 완화 및 적응을 위해 선진국에서 빈곤국까지 연간 1,000억 달러를 추가로 지원하겠다는 약속하고 있다. 그러나 이 목표는 달성되지 못했고 불명확한 회계 규칙으로 인해 진행 상황을 측정하는데 어려움을 겪었다. 화학, 비료, 세라믹, 철강, 비철금속 등 에너지 집약적 기업이 연구개발(R&D)에 막대한 투자를 한다면, 산업에서의 사용량은 전체 에너지 사용량의 5~20%가 될 것이다.
화석 연료에 대한 자금 지원과 보조금은 에너지 전환을 가로막는 중요한 장벽이다. 2017년 전세계 화석 연료에 대한 직접 보조금은 3,190억 달러였다. 여기에 대기 오염의 영향과 같은 간접 비용을 감안하면 5조 2,000억 달러로 증가하게 된다. 보조금을 주지 않으면, 전 세계 탄소 배출량이 28% 감소하고 대기 오염 사망자가 46% 감소할 수 있다. 청정 에너지에 대한 자금 지원은 코로나19 팬데믹의 영향을 크게 받지 않았으며, 팬데믹과 관련된 경기 부양 패키지는 녹색 경제 회복의 가능성을 보여준다.

## 참고 자료
- Galarraga, Ibon; González-Eguino, Mikel; Markandya, Anil, 편집. (2011). 《Handbook of Sustainable Energy》. Edward Elgar Publishing. ISBN 978-1-84980-115-7. OCLC 712777335.
- Golus̆in, Mirjana; Popov, Stevan; Dodić, Sinis̆a (2013). 《Sustainable Energy Management》. Academic Press. ISBN 978-0-12-391427-9. OCLC 826441532.
- IEA (2007). Renewables in global energy supply: An IEA fact sheet (PDF) (보고서). 1–34쪽. 2009년 10월 12일에 원본 문서 (PDF)에서 보존된 문서.
- IEA (2020). 《World Energy Outlook 2020》. ISBN 978-92-64-44923-7. 2021년 8월 22일에 원본 문서에서 보존된 문서.
- IEA (2021). 《Net Zero by 2050: A Roadmap for the Global Energy Sector》 (PDF). 2021년 5월 23일에 원본 문서 (PDF)에서 보존된 문서.
- IEA, IRENA, United Nations Statistics Division, 세계은행, World Health Organization (2021). Tracking SDG 7: The Energy Progress Report (PDF) (보고서). 세계은행. 2021년 6월 10일에 원본 문서 (PDF)에서 보존된 문서.
- IPCC (2011).  Edenhofer, O.; Pichs-Madruga, R.; Sokona, Y.; Seyboth, K.;  외., 편집. 《IPCC Special Report on Renewable Energy Sources and Climate Change Mitigation》. Cambridge University Press. ISBN 978-1-107-02340-6. 2021년 8월 27일에 원본 문서에서 보존된 문서.
- IPCC (2014).  Edenhofer, O.; Pichs-Madruga, R.; Sokona, Y.; Farahani, E.;  외., 편집. 《Climate Change 2014: Mitigation of Climate Change: Working Group III contribution to the Fifth Assessment Report of the Intergovernmental Panel on Climate Change》. Cambridge University Press. ISBN 978-1-107-05821-7. OCLC 892580682. 2017년 1월 26일에 원본 문서에서 보존된 문서.
- IPCC (2018).  Masson-Delmotte, V.; Zhai, P.; Pörtner, H.-O.; Roberts, D.;  외., 편집. 《Global Warming of 1.5 °C. An IPCC Special Report on the impacts of global warming of 1.5 °C above pre-industrial levels and related global greenhouse gas emission pathways, in the context of strengthening the global response to the threat of climate change, sustainable development, and efforts to eradicate poverty》 (PDF). 2020년 11월 20일에 원본 문서 (PDF)에서 보존된 문서.
- IRENA (2019). 《Hydrogen: A renewable energy perspective》 (PDF). ISBN 978-92-9260-151-5. 2021년 9월 29일에 원본 문서 (PDF)에서 보존된 문서. 2021년 10월 17일에 확인함.
- IRENA (2021). 《World Energy Transitions Outlook: 1.5 °C Pathway》 (PDF). ISBN 978-92-9260-334-2. 2021년 6월 11일에 원본 문서 (PDF)에서 보존된 문서.
- IRENA; IEA; REN21 (2018). 《Renewable Energy Policies in a Time of Transition》 (PDF). ISBN 978-92-9260-061-7. 2021년 7월 24일에 원본 문서 (PDF)에서 보존된 문서.
- Jaccard, Mark (2020). 《The Citizen's Guide to Climate Success: Overcoming Myths that Hinder Progress》. Cambridge University Press. ISBN 978-1-108-47937-0. OCLC 1110157223. 2021년 9월 12일에 원본 문서에서 보존된 문서.
- Kutscher, C.F.; Milford, J.B.; Kreith, F. (2019). 《Principles of Sustainable Energy Systems》. Mechanical and Aerospace Engineering Series Thi판. CRC Press. ISBN 978-0-429-93916-7. 2020년 6월 6일에 원본 문서에서 보존된 문서.
- Letcher, Trevor M., 편집. (2020). 《Future Energy: Improved, Sustainable and Clean Options for our Planet》 Thi판. Elsevier. ISBN 978-0-08-102886-5.
- MacKay, David J. C. (2008). 《Sustainable energy – without the hot air》. UIT Cambridge. ISBN 978-0-9544529-3-3. OCLC 262888377. 2021년 8월 28일에 원본 문서에서 보존된 문서.
- Morris, Ellen; Mensah-Kutin, Rose; Greene, Jennye; Diam-valla, Catherine (2015). Situation Analysis of Energy and Gender Issues in ECOWAS Member States (PDF) (보고서). ECOWAS Centre for Renewable Energy and Energy Efficiency. 2021년 3월 21일에 원본 문서 (PDF)에서 보존된 문서.
- National Academies of Sciences, Engineering, and Medicine (2019). 《Negative Emissions Technologies and Reliable Sequestration: A Research Agenda》. doi:10.17226/25259. ISBN 978-0-309-48452-7. PMID 31120708. S2CID 134196575. 2020년 5월 25일에 원본 문서에서 보존된 문서.
- REN21 (2020). 《Renewables 2020: Global Status Report》 (PDF). REN21 Secretariat. ISBN 978-3-948393-00-7. 2020년 9월 23일에 원본 문서 (PDF)에서 보존된 문서.
- REN21 (2021). 《Renewables 2021: Global Status Report》 (PDF). REN21 Secretariat. ISBN 978-3-948393-03-8. 2021년 6월 15일에 원본 문서 (PDF)에서 보존된 문서.
- Smil, Vaclav (2017a). 《Energy Transitions: Global and National Perspectives》. Praeger Publishing. ISBN 978-1-4408-5324-1. OCLC 955778608.
- Smil, Vaclav (2017b). 《Energy and Civilization: A History》. MIT Press. ISBN 978-0-262-03577-4. OCLC 959698256.
- Smith, Kirk R.; Pillarisetti, Ajay (2017). 〈Chapter 7 Household Air Pollution from Solid Cookfuels and Its Effects on Health〉.   Kobusingye, O.;  외. 《Injury Prevention and Environmental Health》 3판. International Bank for Reconstruction and Development / 세계은행. doi:10.1596/978-1-4648-0522-6_ch7. ISBN 978-1-4648-0523-3. PMID 30212117. 2020년 8월 22일에 원본 문서에서 보존된 문서. 2021년 10월 23일에 확인함.
- Soysal, Oguz A.; Soysal, Hilkat S. (2020). 《Energy for Sustainable Society: From Resources to Users》. John Wiley & Sons Ltd. ISBN 978-1-119-56130-9. OCLC 1153975635.
- Szarka, Joseph (2007). 《Wind Power in Europe : Politics, Business and Society》. Palgrave Macmillan. ISBN 978-0-230-28667-2. OCLC 681900901.
- Tester, Jefferson (2012). 《Sustainable Energy: Choosing Among Options》. MIT Press. ISBN 978-0-262-01747-3. OCLC 892554374.
- United Nations Development Programme (2016). Delivering Sustainable Energy in a Changing Climate: Strategy Note on Sustainable Energy 2017–2021 (보고서). 2021년 6월 6일에 원본 문서에서 보존된 문서.
- United Nations Development Programme (2020). Human Development Report 2020 The Next Frontier: Human Development and the Anthropocene (PDF) (보고서). ISBN 978-92-1-126442-5. 2020년 12월 15일에 원본 문서 (PDF)에서 보존된 문서.
- United Nations Development Programme; United Nations Framework Convention on Climate Change (2019). 《The Heat is On: Taking Stock of Global Climate Ambition》 (PDF). 2021년 6월 12일에 원본 문서 (PDF)에서 보존된 문서.
- United Nations Economic Commission for Europe (2020). 《Pathways to Sustainable Energy》 (PDF). United Nations. ISBN 978-92-1-117228-7. 2021년 4월 12일에 원본 문서 (PDF)에서 보존된 문서.
- United Nations Environment Programme (2019). 《Emissions Gap Report 2019》 (PDF). ISBN 978-92-807-3766-0. 2021년 5월 7일에 원본 문서 (PDF)에서 보존된 문서.
- United Nations Environment Programme (2020). 《Emissions Gap Report 2020》. ISBN 978-92-807-3812-4. 2020년 12월 9일에 원본 문서에서 보존된 문서.
- United Nations Framework Convention on Climate Change (2018). 2018 Biennial Assessment and Overview of Climate Finance Flows Technical Report (PDF) (보고서). 2019년 11월 14일에 원본 문서 (PDF)에서 보존된 문서.
- World Health Organization (2016). 《Burning Opportunity: Clean Household Energy for Health, Sustainable Development, and Wellbeing of Women and Children》 (PDF). ISBN 978-92-4-156523-3. 2021년 6월 13일에 원본 문서 (PDF)에서 보존된 문서.
- World Health Organization (2018). 《COP24 Special Report: Health and Climate Change》. ISBN 978-92-4-151497-2. 2021년 6월 12일에 원본 문서에서 보존된 문서.